# 中国人民的老朋友
“中国人民的老朋友”是中国共产党和中华人民共和国政府及其主要领导人和高级官员褒称被其認爲长期对中华人民共和国、中國共產黨友好的重要外国人士的正式用语。
据媒体统计，从最早在1956年获此称号的加拿大人文幼章起，直到2010年，《人民日报》上先后有六百余人被称为“中国人民的老朋友”。这一称呼出现的频率，在文化大革命结束后、改革开放初期、六四事件结束后、邓小平逝世后分别达到了高峰。不过，从胡锦涛时期起，这一称号在《人民日报》上使用的频次已从每年50次左右降低至20次左右。
下表根据中华人民共和国官方媒体的报道文本，特别是中华人民共和国党和国家领导人在正式场合的讲话，列出被评价为“中国人民的（……的）老朋友”的人，并注明他们获得这个评价的时间、出处、背景及主要涉华事迹。

## 美洲

### 加拿大人
曾长期在华居住的加拿大人

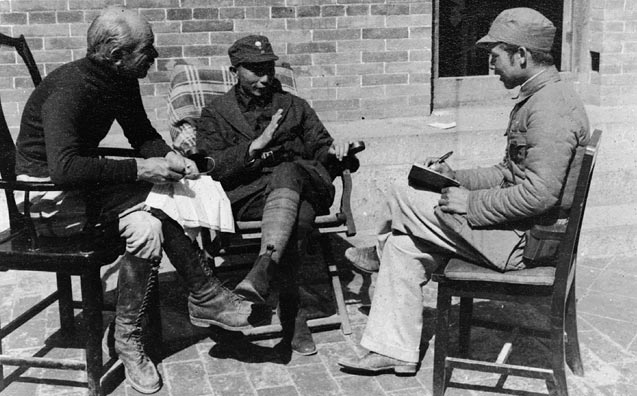
白求恩和八路军晋察冀军区司令员聂荣臻（1938年）

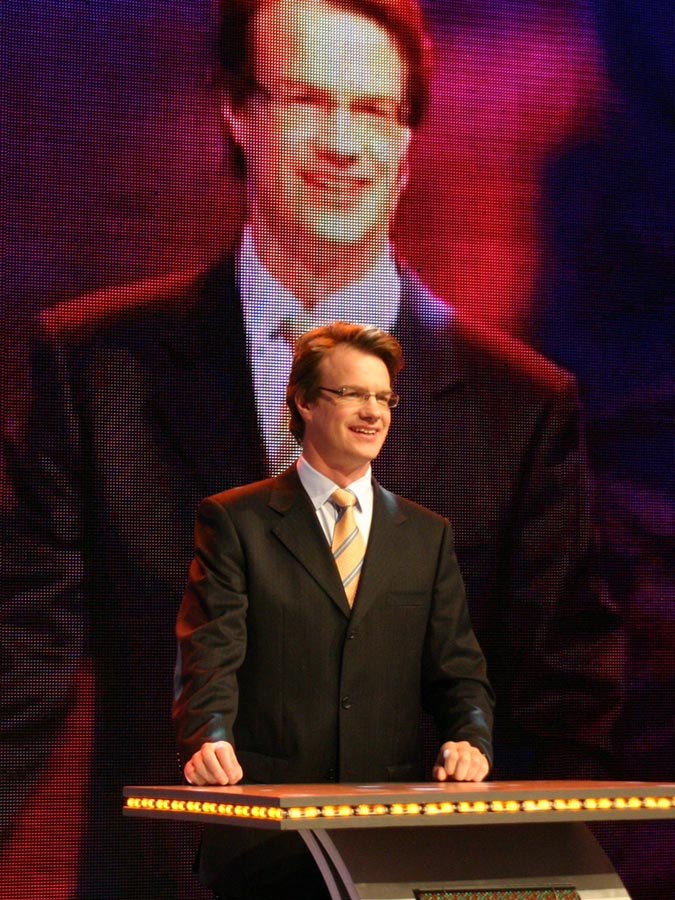
相声演员大山

- 文幼章（詹姆士·艾迪科特），加拿大联合教会傳教士，是最早（1956年）被《人民日报》[2]称为“中国人民的老朋友”的人[3]。
  - 1930年代開始在中國辦學，並始終支持中國共產黨的革命。
  - 曾任蒋介石新生活運動的政治顧問。
  - 曾为美国战略情报局接触中共领导人。
  - 参加指控朝鲜战争细菌战美军罪行的国际调查。
  - 1957年任世界和平理事會副主席。
  - 冷战时期因提倡与中华人民共和国的友好关系而被加拿大政府敌视。
- 白求恩大夫，加拿大共产党党员，胸外科医生、手术器械改良家，八路军军医，以身殉职。被誉为“中国人民亲密的朋友”[4]。
- 马克·亨利·罗斯韦尔（普通话流利典雅，以艺名“大山”闻名中国），相声演员，上海世博会加拿大总代表[5]。

加拿大政要
- 皮埃尔·特鲁多，1968年至1984年任加拿大总理，在任上推动了中加正式外交关系的建立。[6][7]
- 让·克雷蒂安，1993年至2003年任加拿大总理[8]。
- 米切尔·夏普，加拿大总理顾问[9]。

### 美国人
“3S”

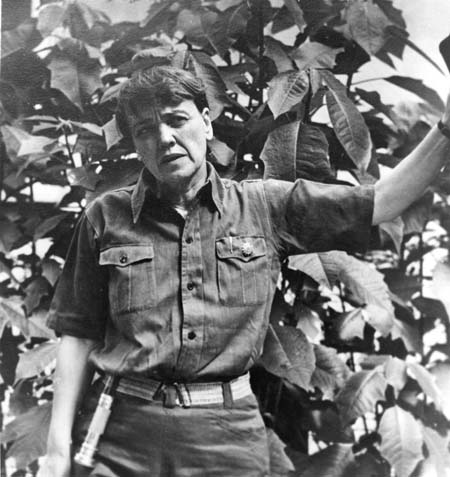
美国作家史沫特莱

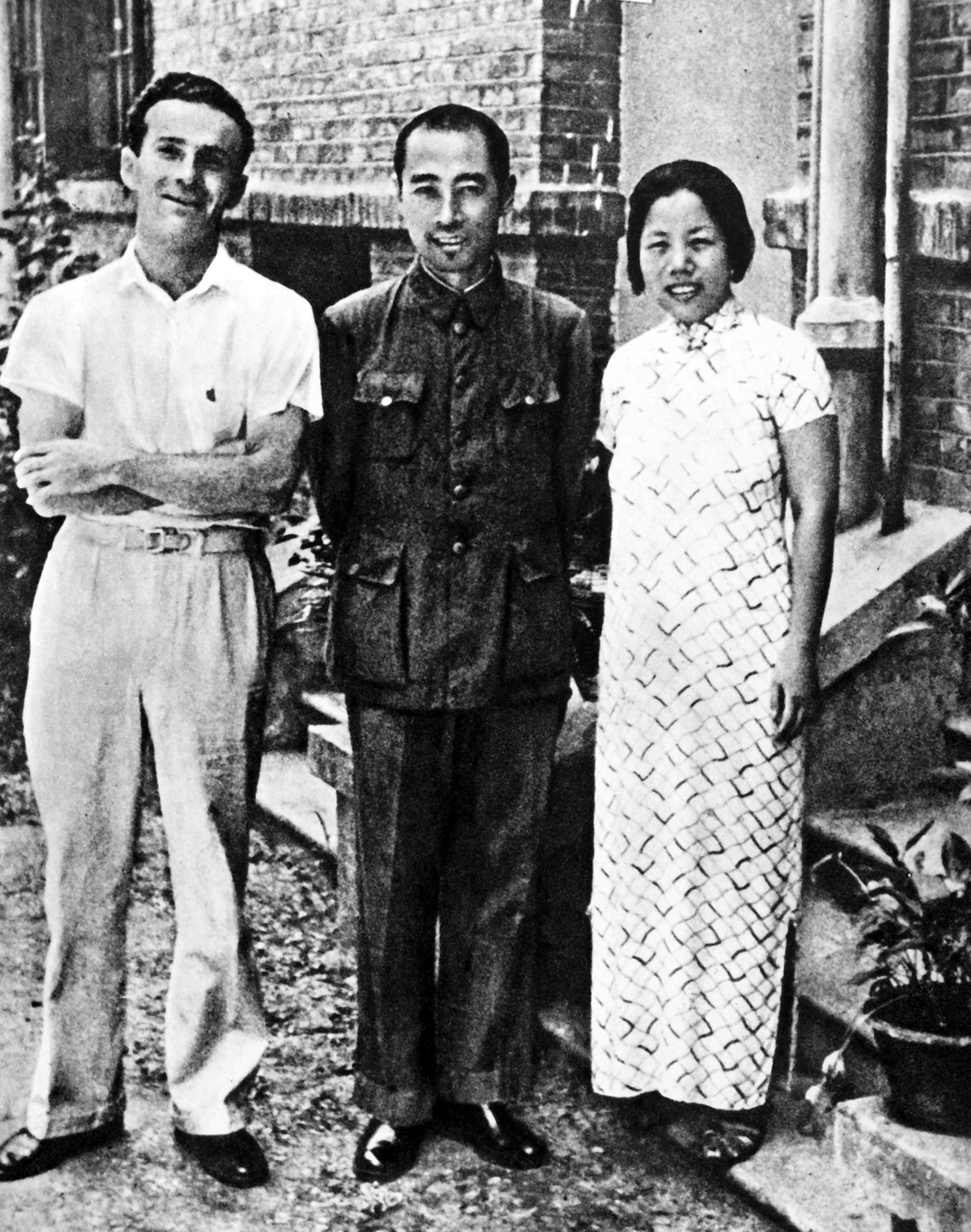
美国作家斯诺与周恩来、邓颖超夫妇

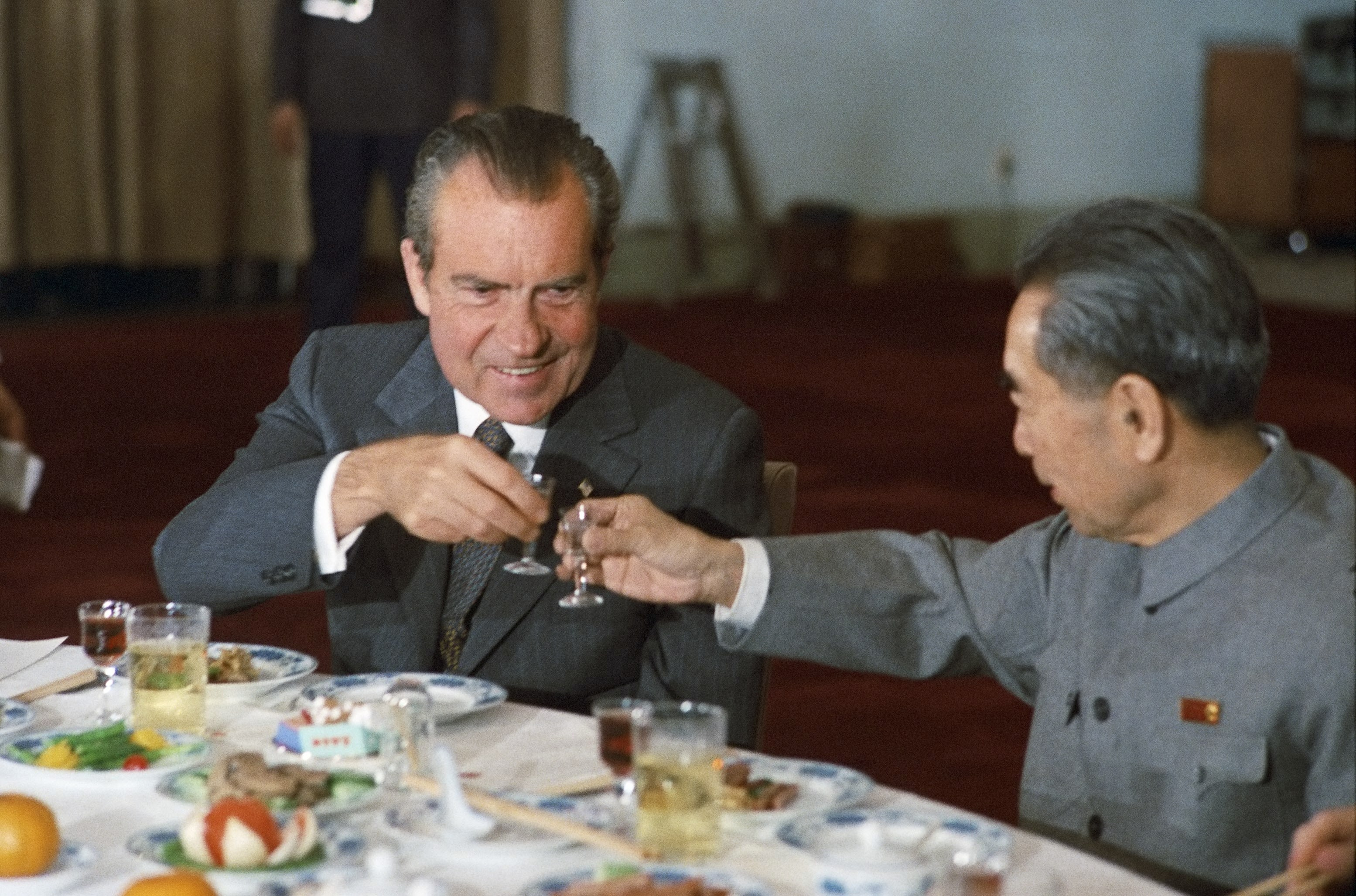
美国前总统尼克松与周恩来敬酒

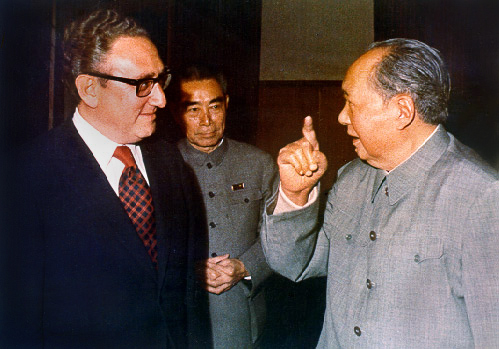
美国前国务卿基辛格与周恩来、毛泽东会谈

- 安娜·路易斯·斯特朗，美国女记者和作家，一生6次到中国旅行、采访[10]。

- 艾格尼丝·史沫特莱，美国女记者和作家。
  - 1929年初，作为《法兰克福日报》的记者来到中国，采访、报道了民间疾苦。
  - 抗日战争期间，为中国伤员在西方募捐，动员并组织白求恩、柯棣华等外国医生来华支援抗战。
  - 采访并著书向西方介绍中国共产党及其领导人。
  - 1940年返回美国。1950年在英国逝世，骨灰葬于北京八宝山革命公墓。
  - 中国官方评价：“杰出的国际主义战士、社会活动家、美国著名作家、卓越的新闻记者、中国人民的老朋友。”[11]

- 埃德加·斯诺，美国男记者和作家[12]。
  - 名著：《红星照耀中国》
  - 多次访华：
    - 1960年
    - 1964年10月至1965年1月，作为法国《新直言》周刊记者访华。
    - 1970年8月至1971年2月，1971年4月在美国《生活》杂志上发表与毛泽东的重要谈话，向美再次发出中国示好讯息，但当时未引起美国重视。

  - 尼克松访华时，斯诺患癌症病危不能随同，中国向瑞士派出医疗组。
  - 1972年2月15日病逝于日内瓦，部分骨灰葬于北京大学未名湖畔。

美国援华医生
- 马海德（乔治·海德姆），黎巴嫩裔美国人，中国工农红军军医，第一位原外国籍中华人民共和国公民，中华人民共和国卫生部顾问[13]。
- 塞缪尔·罗森[14]，美国耳科医生，长期对中国进行医疗援助。
- 海伦·罗森，塞缪尔·罗森的妻子[15]。

飞虎队老兵
- 在中国官方语境与宣传下，飞虎队全体成员均被视为中国人民的老朋友[16]，以下仅选取部分代表。
- 陈纳德，美国陆军航空队中将，飞虎队指挥官。
  - 1941年，陈纳德组建“中国空军美国志愿援华航空队”，与中国军民共同抗击日本侵略者，援华作战期间，2000余名美籍飞虎队队员在战斗中牺牲。
- 特德·史蒂文斯，前美國參議院臨時議長，飞虎队成员[17]。
  - 1944年，史蒂文斯作为飞虎队成员，驾驶运输机飞跃驼峰航线，帮助中国抗日。
  - 作为共和党里任职最长的参议员之一，史蒂文斯曾任临时参议长，为促进中美立法机构交流和两国关系发展作出了重要贡献。

美军驻延安观察组
- 谢伟思上校，曾在“美军观察组”工作[18]
- 海曼、贝尔和埃德尔曼，三位美国士兵。1946年国共和谈时曾赠予毛泽东香烟，并同毛合影[18]。

中共延安时期的其他美国朋友
- 玛格丽特·斯坦利（Margaret Stanley），1940年代作为美国国际公益服务会的成员到过延安，拍摄了一些影像资料。1991年在北京访问期间因脑溢血病逝[19]。
- 约瑟夫·史迪威，美國陸軍四星上將，曾任駐華美軍司令，東南亞戰區副司令，盟軍中國戰區參謀長，在二戰期間駐中國接近三年，支援中國物資等職務。2023年8月29日，中共中央总书记、中国国家主席习近平复信其外孙约翰·伊斯特布鲁克表示：“史迪威将军是中国人民的老朋友。”[20]

其他曾长期在华居住的美国人
- 耿丽淑（Talitha Gerlach）[13]，曾担任中国福利基金会顾问、《中国建设》杂志编稿人，上海市对外国人颁发的第一号中国永久居留资格证书持有者
- 阳早[21]，知名的在华专家，专长是奶牛饲养和改良。
- 寒春[21]，女核物理学家，知名的在华专家，在华与丈夫阳早一起从事奶牛饲养和改良。
- 韩丁[22]（William Hinton，1919～2004），寒春的哥哥，美国农业机械专家和记者。

美国总统
- 理查德·尼克松，美国前总统，任内访问中国，为第一位访问中国的美国总统[23]。
- 杰拉尔德·福特，美国前总统[24]。
- 吉米·卡特，美国前总统， 任内与中国建交[25]。
- 乔治·赫伯特·沃克·布什，美国前总统[26]。
- 比尔·克林顿，美国前总统[27]。

美国国务卿
- 亨利·基辛格博士，美国犹太人，尼克松内阁和福特内阁的美国国务卿[28]。
  - 1971年7月和10月两度秘密访华，促成尼克松访华和中美建交。
- 赛勒斯·万斯，美国前国务卿[29][30]。与基辛格一起牵头成立了“美中协会”，共同担任主席。

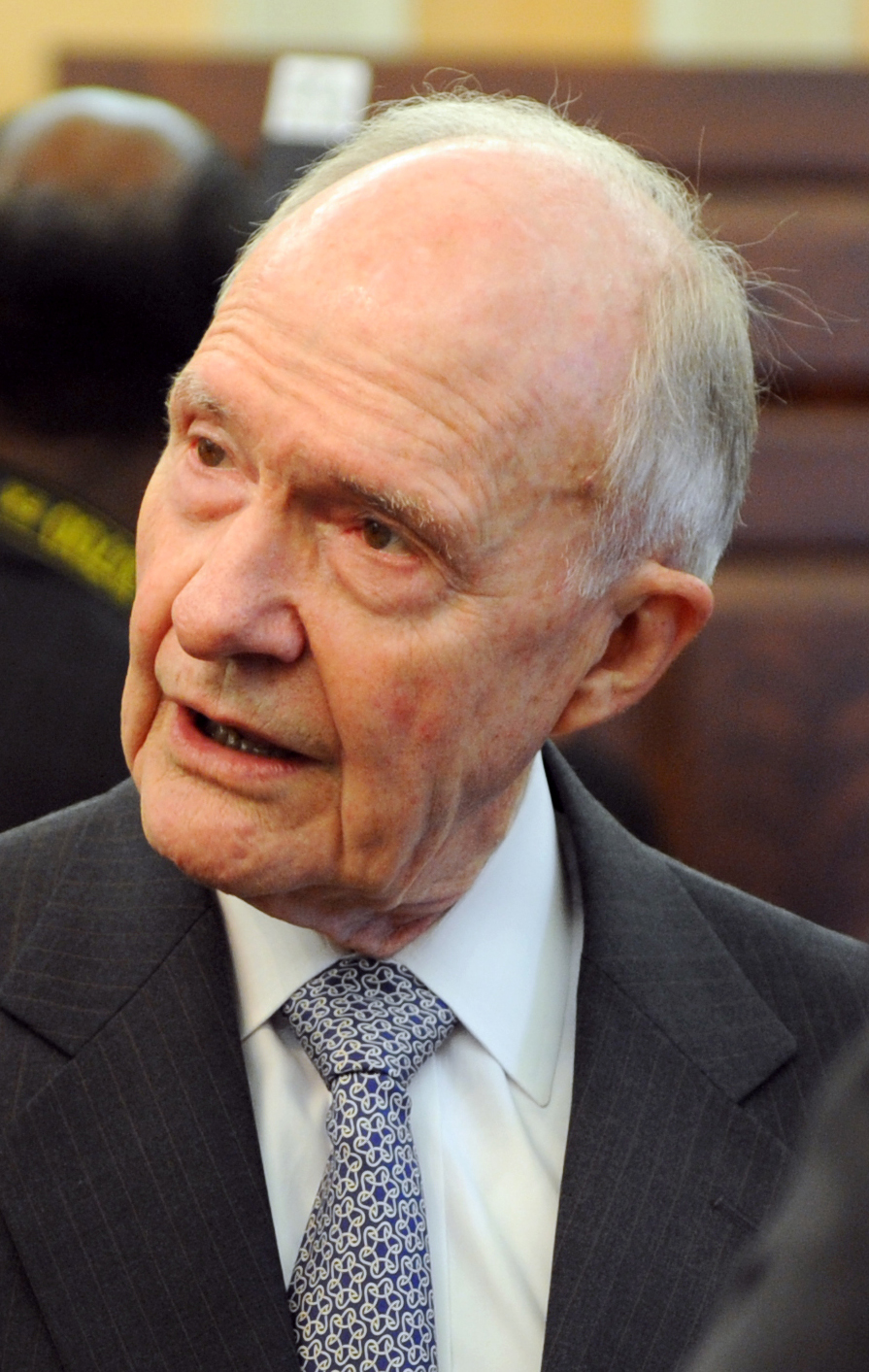
布伦特·斯考克罗夫特

- 亚历山大·黑格，美国前国务卿[31]。
- 马德琳·奥尔布赖特，克林顿内阁国务卿[32]。

美国总统国家安全事务助理
- 布倫特·斯考克罗夫特[33]
- 桑迪·伯杰（曾译作“桑迪·伯格”）[34]

其他美国国会议员
- 比尔·阿彻（英语：William Reynolds Archer, Jr.）[35]，前美国得克萨斯州联邦众议员、众议院筹款委员会主席。

商界
- 比尔·盖茨[36][37]，微软公司联合创始人，企业家，慈善家，中国工程院外籍院士。

学界
- 傅高义[38]

### 墨西哥人
- 路易斯·埃切韦里亚[39]（又译作“路易斯·埃切维利亚·阿尔瓦雷斯”），曾任墨西哥总统。

### 古巴人

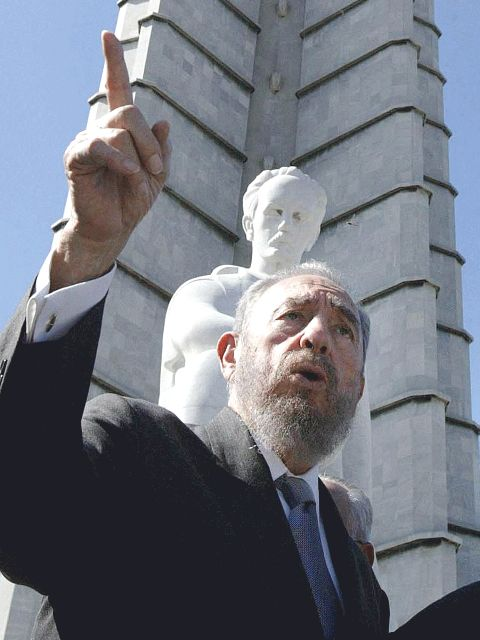
古巴革命领导人菲德尔·卡斯特罗

- 菲德尔·卡斯特罗，古巴共产党前第一书记、古巴前最高领导人[40]。

### 委内瑞拉人
- 乌戈·查韦斯[41]，曾长期担任委内瑞拉总统。
  - 中共中央总书记习近平的唁电中称其为：“中国人民的伟大朋友”[42]。

### 哥伦比亚人
- 吉斯塔沃·贝尔·莱穆斯（西班牙语：Gustavo Bell）[43]，哥伦比亚副总统。

### 巴西人
- 若泽·萨尔内，巴西参议院议长[44]，曾任巴西总统。

- 路易斯·伊纳西奥·卢拉·达席尔瓦，巴西第35任及現任總統（兩次上台），五次訪華。[45]

### 阿根廷人
- 内斯托尔·基什内尔[46]，曾任阿根廷总统。

### 乌拉圭人
- 何塞·穆希卡[47]，曾任乌拉圭总统。

### 秘鲁人
- 阿尔韦托·藤森[48]，第45任秘鲁总统。

### 智利人
- 塞瓦斯蒂安·皮涅拉[49]，第35、37任智利总统。

## 非洲

### 刚果（金）人

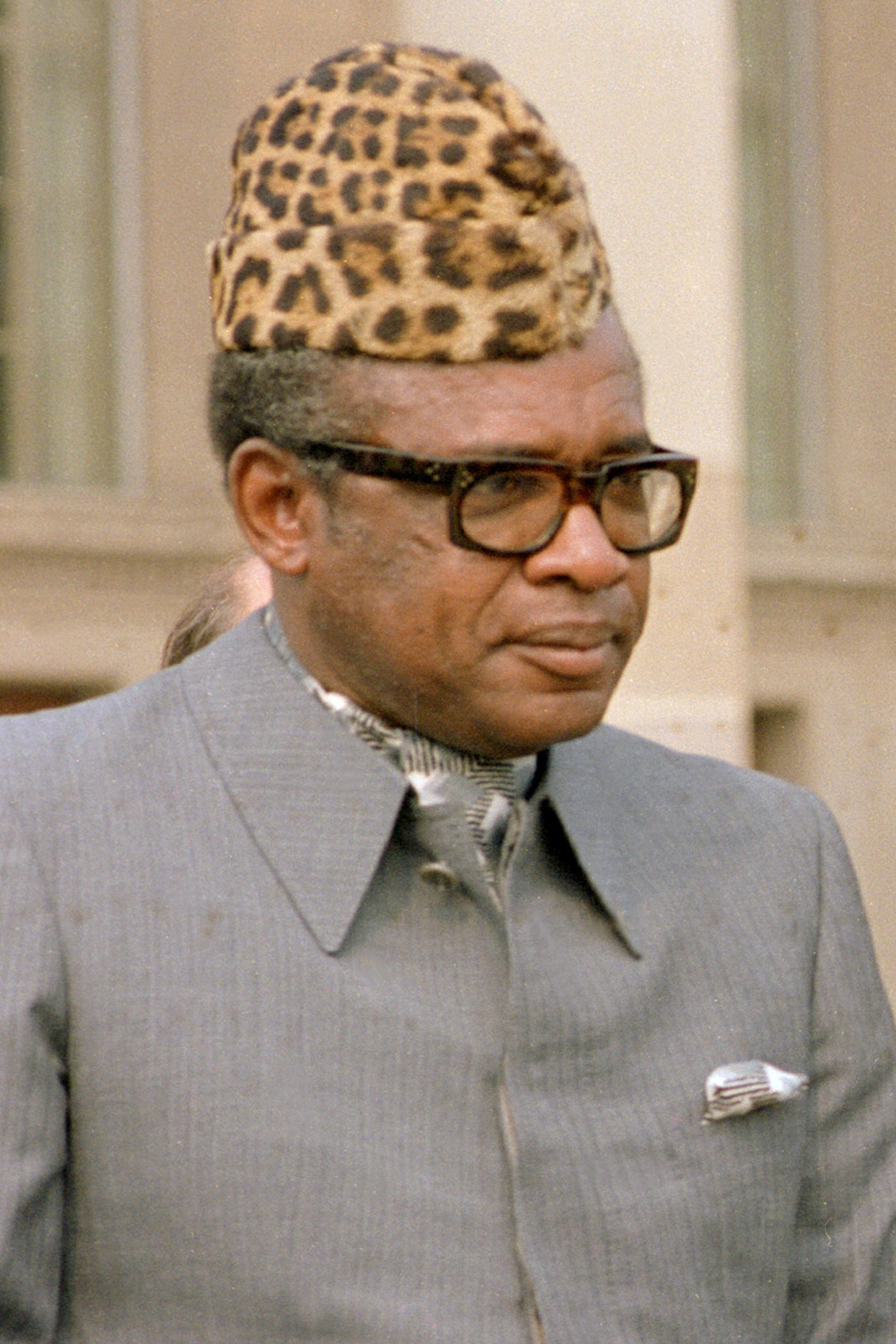
刚果前总统蒙博托

- 蒙博托·塞塞·塞科，前刚果民主共和国总统和扎伊尔共和国总统[50]
- 约瑟夫·卡比拉，刚果民主共和国前总统[51]

### 坦桑尼亚人
- 朱利叶斯·尼雷尔[52]，坦桑尼亚建国后的第一任总统，曾先后13次访问中国。
- 菲利普·曼古拉（英语：Philip Mangula）[53]，坦桑尼亚革命党总书记
- 皮乌斯·姆塞夸（英语：Pius Msekwa），坦桑尼亚革命党副主席[54]
- 本杰明·姆卡帕 [55]，坦桑尼亚前总统

### 津巴布韦人
- 罗伯特·穆加贝[56]，前津巴布韦总统[57]
- 约翰·恩科莫（英语：John Nkomo），曾任津巴布韦代总统[58]
- 埃默森·姆南加古瓦，津巴布韦总统[59]

### 南非人

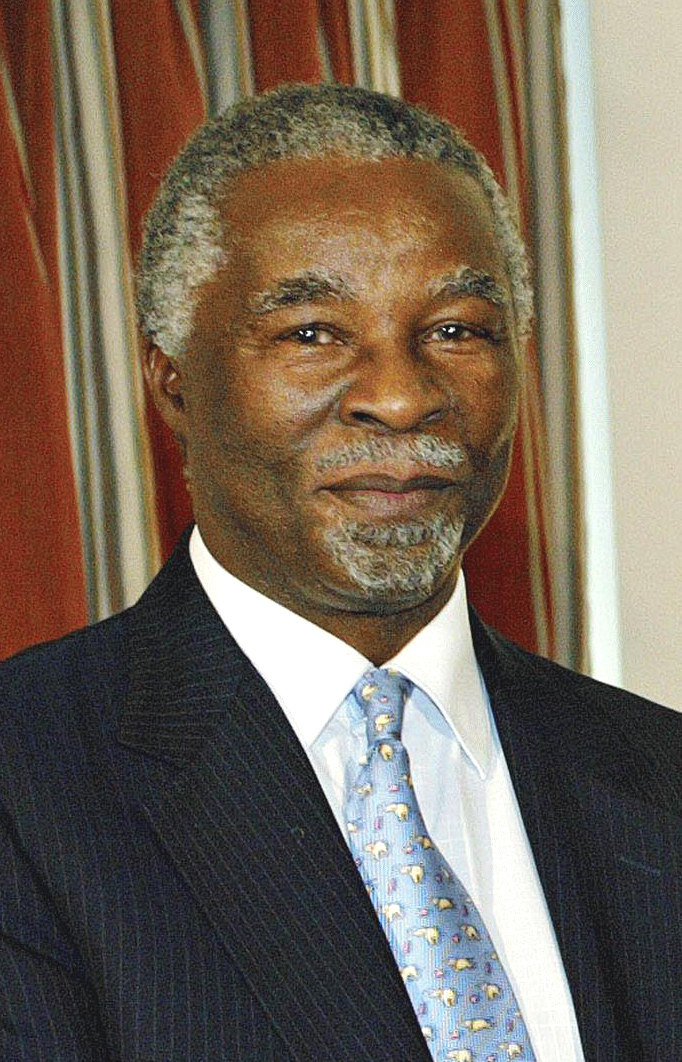
南非前总统姆贝基

- 纳尔逊·曼德拉，南非前总统[60]。
- 姆贝基，南非前总统[61]
- 金瓦拉，南非议长[62]
- 布莱德·恩齐曼德，南非共总书记[63]

### 埃及人

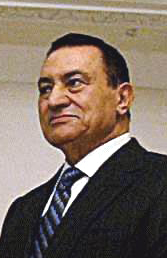
埃及前总统穆巴拉克

- 穆罕默德·胡斯尼·穆巴拉克，自1981年至2011年任埃及总统长达30年，曾先后9次访问中国[64]。
- 布特罗斯·布特罗斯-加利，第六任联合国秘书长，埃及前副总理、外长[65]。
- 黑白，埃及画家[66]

### 突尼斯人
- 福阿德·迈巴扎，突尼斯国民议会议长[67]

### 尼日尔人
- 马马杜·坦贾，曾任尼日尔总统[68]。

### 莫桑比克人
- 帕斯库亚尔·莫昆比，莫桑比克总理[69]
- 阿曼多·埃米利奥·格布扎，莫桑比克总统[70]
- 若阿金·希萨诺，莫桑比克前总统[55]

### 埃塞俄比亚人
- 阿泽布，埃塞俄比亚第一夫人[55]
- 穆拉图·特肖梅，埃塞俄比亚总统，毕业于北京大学[71]

### 纳米比亚人
- 萨姆·努乔马，曾任纳米比亚总统[72]
- 希菲凯普奈·波汉巴，纳米比亚总统[73]

### 赞比亚人

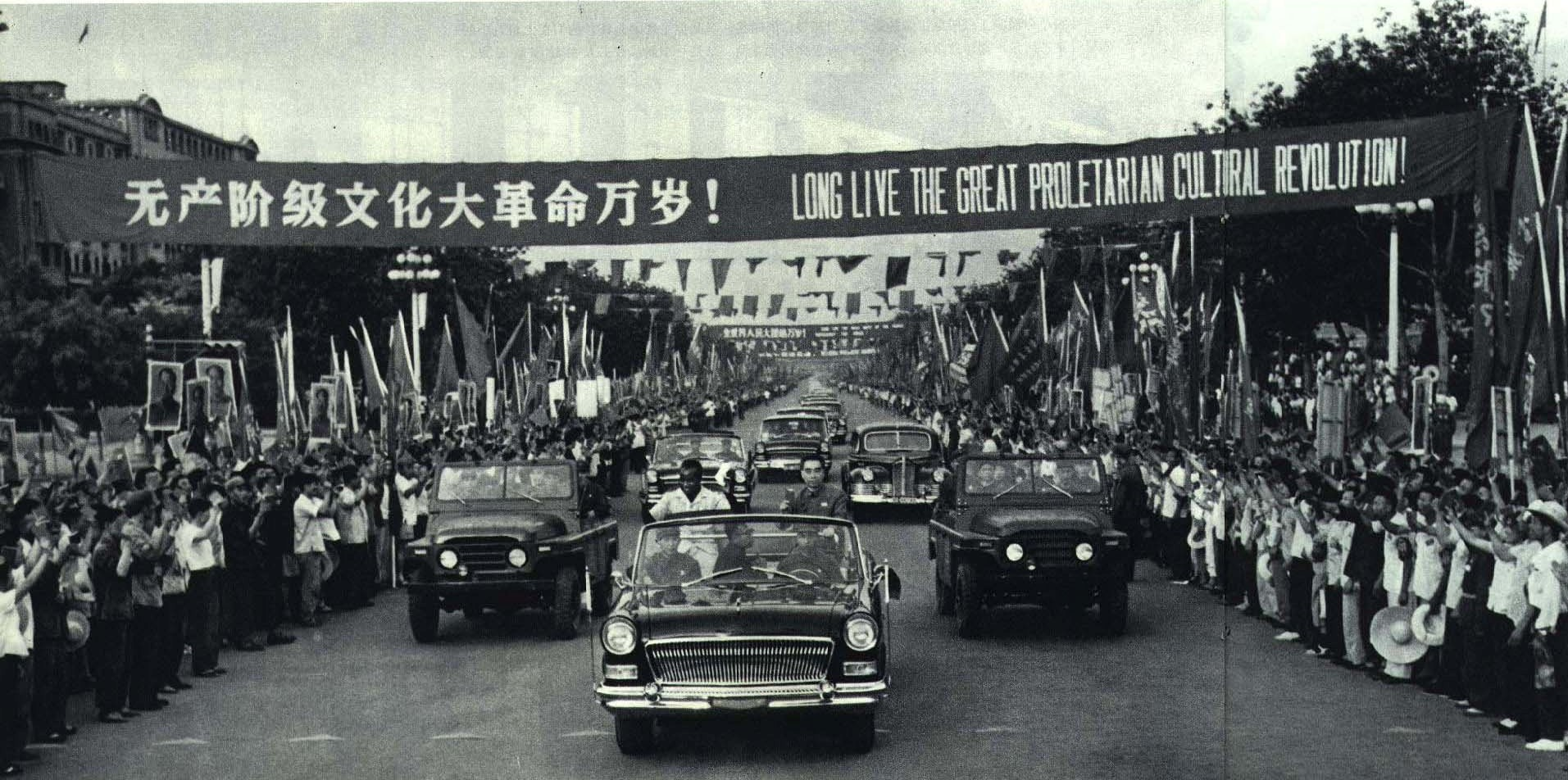
1967年6月赞比亚卡翁达总统访问中国

- 肯尼思·卡翁达，曾任赞比亚总统[74]

### 阿尔及利亚人
- 沙德利·本·杰迪德，阿尔及利亚总统[75]
- 阿卜杜勒-阿齐兹·布特弗利卡，阿尔及利亚总统[76]

### 加纳人
- 克瓦米·恩克鲁玛，加纳前总统[77]
- 约翰·阿吉耶库姆·库福尔，加纳前总统[55]

### 索马里人

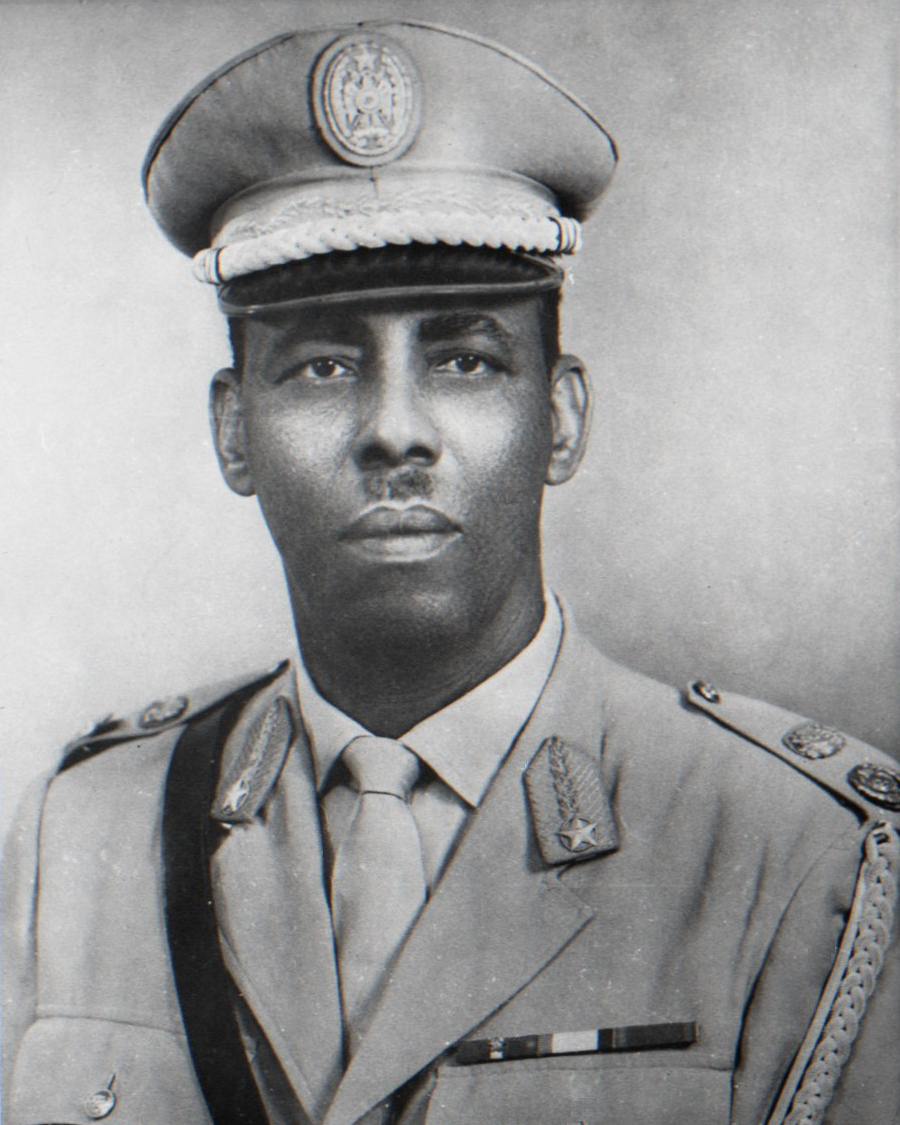
索马里前总统西亚德

- 穆罕默德·西亚德·巴雷，曾任索马里总统[78]

### 苏丹人
- 达哈卜（阿拉伯语：عبد الرحمن سوار الذهب），苏丹前国家元首[55]
- 薇达德，奥马尔·巴希尔的妻子，苏丹第一夫人[55]
- 奥马尔·巴希尔，苏丹总统[79]

### 喀麦隆人

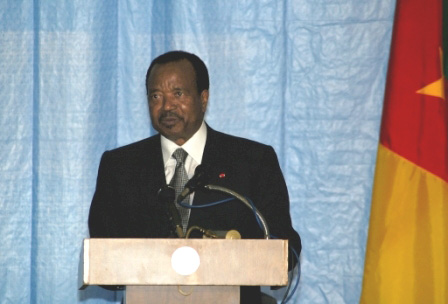
喀麦隆总统保罗·比亚

- 保罗·比亚，喀麦隆总统[80]

### 尼日利亚人
- 奥卢塞贡·奥巴桑乔，尼日利亚前总统[55]

### 布隆迪人
- 西尔维斯特·恩蒂班通加尼亚，曾任布隆迪总统[55]

### 加蓬人
- 哈吉·奥马尔·邦戈，加蓬前总统[81]
- 阿里·邦戈·翁丁巴，加蓬总统[82]

### 乌干达人
- 约韦里·穆塞韦尼，乌干达总统[83]

### 厄立特里亚人
- 伊萨亚斯·阿费沃基，现任厄立特里亚总统，被称为中国人民真诚的老朋友。[84]2022年1月6日，王毅访问厄立特里亚時赞扬总统伊萨亚斯·阿费沃基为中国人民真诚的老朋友，是此年第一位获得此称号的外国元首。

### 佛得角人
- 阿里斯蒂德斯·马里亚·佩雷拉，佛得角总统[85]

## 亚洲

### 日本人
日本内阁总理大臣

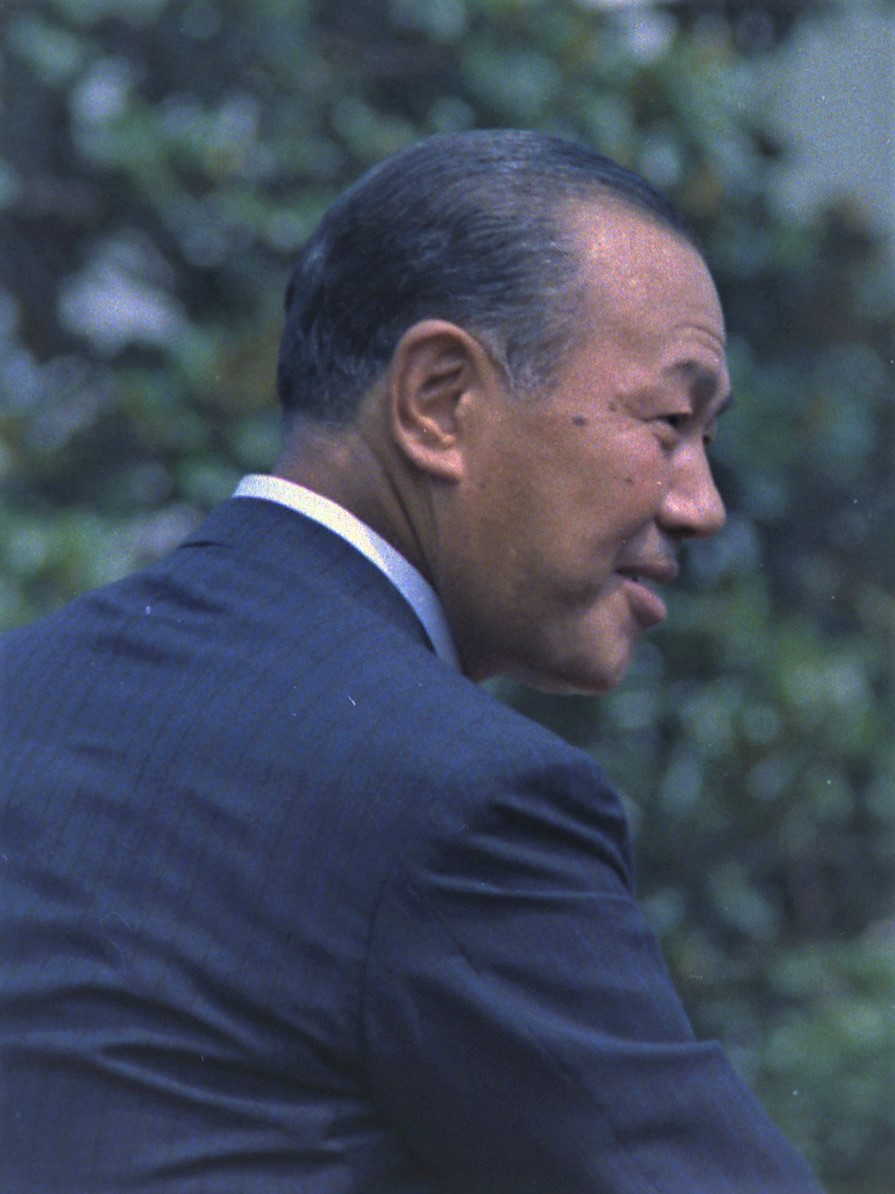
日本前首相田中角荣

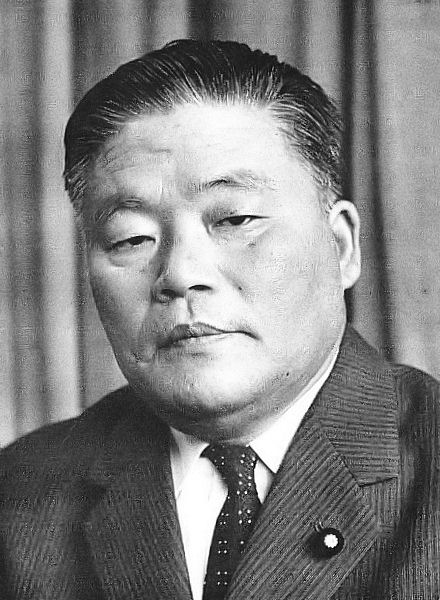
日本前首相大平正芳

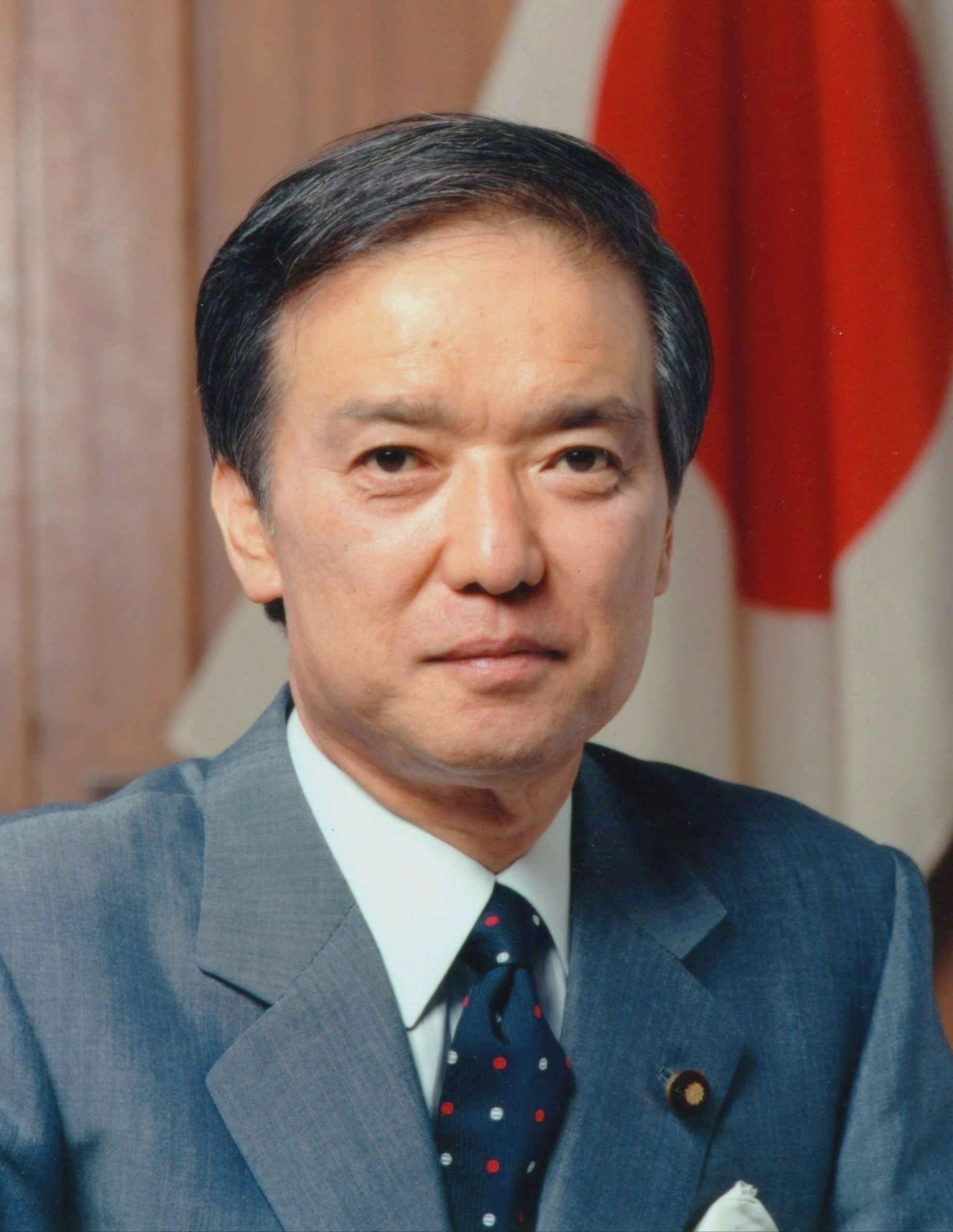
日本前首相海部俊树

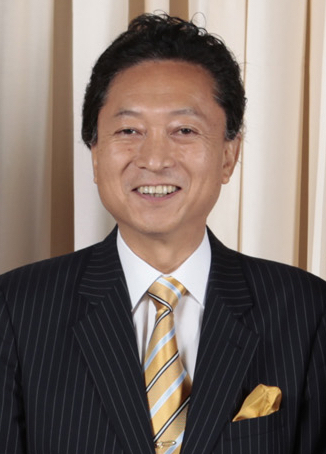
日本前首相鸠山由纪夫

- 片山哲（日本社会党），日本第46任内阁总理大臣。[86]
  - 1955年，作为日本“拥护宪法国民联合会”团长来华访问，受到周恩来总理接见，并与中国人民对外文化协会代表签订了《关于发展中日文化交流的协议》。
- 石桥湛山，日本第55任内阁总理大臣。[87]
  - 1959年，石桥湛山访问北京，与周恩来、陈毅开展会谈并发布会谈会谈公报，积极推动中日两国关系正常化，并会见了时任中国国家主席刘少奇。[88]
- 田中角荣，日本第64、65任内阁总理大臣。
  - 于任內（1972年）访问北京，与中华人民共和国达成《中日联合声明》，宣布建立正式外交关系。[89]
- 福田赳夫，日本第67任内阁总理大臣[90]
  - 于任内（1978年）主持签订了《中日和平友好条约》。
- 福田康夫，為福田赳夫長子，日本第91任内阁总理大臣。[91]
- 大平正芳，日本第68、69任内阁总理大臣。[92]
  - 担任外务大臣期间，随时任首相田中角荣访华，一同签订了《中日联合声明》，并宣布废除了1952年与中华民国签署的《中日和约》。
  - 于首相任内（1979年）访华期间，宣布开启日本对华政府开发援助，提供日元贷款和技术合作。
- 伊东正义，日本第109任外务大臣，曾任日中友好议员联盟会长，于1980年6月时任首相大平正芳猝逝后，临时代理内阁总理大臣。[93][94]
  - 1989年9月六四事件发生后，带领日中友好议员联盟访华团来华交流，主张中日经济合作优先，最终促成日本政府解除日本人访华的限制。
- 中曾根康弘，日本第71、72、73任内阁总理大臣。[95][96]
  - 1983年，在中共中央总书记胡耀邦访日期间，协商敲定中日关系四原则（“和平友好、平等互利、相互信赖、长期稳定”），并共同建立中日友好21世纪委员会。
- 竹下登，日本第74任内阁总理大臣。[97]
- 海部俊树，日本第76、77任内阁总理大臣，是平成天皇时代首位总理大臣。[98]
  - 六四事件后，海部主张对华接触，日本成为七国集团中第一个解除贷款、人员来访等制裁措施的国家[99]，1991年，海部成为七国集团中第一个访华的政府首脑，时任中国国家主席杨尚昆表示，这标志着中日关系全面恢复。[100]
  - 卸任后，海部多次为侵华日军战争罪行和南京大屠杀事件向中国民众致歉，且于2000年参观南京大屠杀遇难同胞纪念馆并敬献花圈。[101]
- 细川护熙[102]
- 羽田孜，日本第74任内阁总理大臣。[103]
- 桥本龙太郎[104]
- 小渊惠三[105]
- 森喜朗[106]
- 村山富市（日本社会党），日本第81任内阁总理大臣。[107]
- 鸠山由纪夫[108]（日本民主党）
- 菅直人[109]（日本民主党）

其他日本政治家
- 河野洋平，日本国际贸易促进协会会长、日本众议院前议长、前外务大臣、自民党前总裁[110]
- 土井多贺子，日本首位女党魁（日本社会民主党）、首位女众议院议长[111]。
- 石井一（日语：石井一），日本众议院议员、民主党首席副代表[112]
- 古贺诚，日本自民党前干事长[113]
- 山崎拓，日本自民党前副总裁[114]
- 野中广务，日本自民党前干事长[115]
- 二阶堂进，日本前官房长官[116]
- 西园寺公一，曾担任参议院议员[117]
- 二阶俊博，日本自民党总务会长[118]

其他日本知名人士
- 池田大作，日本作家，宗教团体创价学会名誉会长，公明党创始人[119]
- 大江健三郎，日本作家[120]
- 冈崎嘉平太，日中青年研修协会创始人[121]
- 清水正夫，日本松山芭蕾舞团创始人、名誉团长[122]，被誉为“中日两国文化交流的一面旗帜”[123]
- 平山郁夫，日本画家[124]
- 小岛康誉（日语：小島康誉），（株）鹤路加美公司名誉会长[125]
- 团伊玖磨，日本著名作曲家[126]

### 朝鲜人
- 金日成，朝鲜前最高领导人，任内访华三十余次，被称为“中国人民亲密的朋友”[127]“中国人民的伟大朋友”[128]“中国人民的老朋友”[129]。
- 金正日，朝鲜前最高领导人，2000年至2011年間七次來華，逝世后中共中央唁电、外交部发言人谈话称之为“中国人民的亲密朋友”[130][131]。

### 韩国人
韩国总统
- 金大中，韩国第15任总统[132][133]。

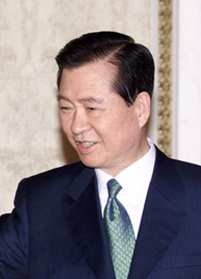
金大中

  - 1998年，金大中访华，与时任中共中央总书记、中国国家主席江泽民一同宣布建立面向21世纪的中韩合作伙伴关系，并在2000年国务院总理朱镕基访韩期间，双方同意深化合作伙伴关系[134]。最终于2003年韩国总统卢武铉访华期间，中韩全面合作伙伴关系建立。
- 朴槿惠[135]，韩国第18任总统。
  - 就任总统前，朴槿惠就与中国关系良好，她会说汉语，是韩国大国家党骨干，还曾担任过党首一职，是韩国政坛重要角色。任国会议员期间，朴槿惠就已多次来华访问，会见过多位部长级官员，阐述中韩深化合作，并于2008年作为韩国特使访华，会见时任中共中央总书记、中国国家主席胡锦涛。
  - 2005年，时任中共浙江省委书记习近平访韩期间，曾对其父朴正熙推行的韩国新村运动抱有兴趣，以用于社会主义新农村建设，朴槿惠在此后向中方多次赠送相关资料。

### 柬埔寨人

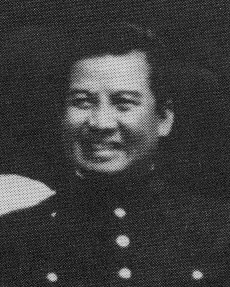
柬埔寨前国王诺罗敦·西哈努克

柬埔寨王室成员
- 诺罗敦·西哈努克[136]，柬埔寨已故国王、太皇，多次出任首相（故中国民间习惯称其为“西哈努克亲王”）。
  - 1970年柬埔寨王国政府被朗诺政变颠覆后，西哈努克流亡中国，享受国家元首礼遇。
  - 西哈努克晚年长期在北京东交民巷15号居住，在其附近的卫生部北京医院治病，2012年10月15日在北京医院逝世。
  - 胡锦涛的唁电中称其为：“中国人民的伟大朋友、柬埔寨人民的卓越领袖”。
- 诺罗敦·莫尼列·西哈努克太后陛下，西哈努克之妻，柬埔寨今太后。
- 诺罗敦·西哈莫尼国王陛下[137]，西哈努克之子，今柬埔寨王国国王
- 诺罗敦·拉那烈亲王殿下，西哈努克的次子，曾任柬埔寨第一首相，现任柬埔寨国民议会主席，亚洲议会和平协会（英语：Association of Asian Parliaments for Peace）主席[138]。

柬埔寨政要
- 宾努[139]，曾八次出任柬埔寨首相。
- 谢辛，柬埔寨人民党主席、参议院主席[140]。
- 洪森（有华人血统；2003年至2004年曾要求改中文译名为“云升”），柬埔寨人民党副主席、政府首相，被称为“中国人民的老朋友、好朋友”[141]。

### 菲律宾人
- 费迪南德·马科斯[142]，菲律宾第10任总统。

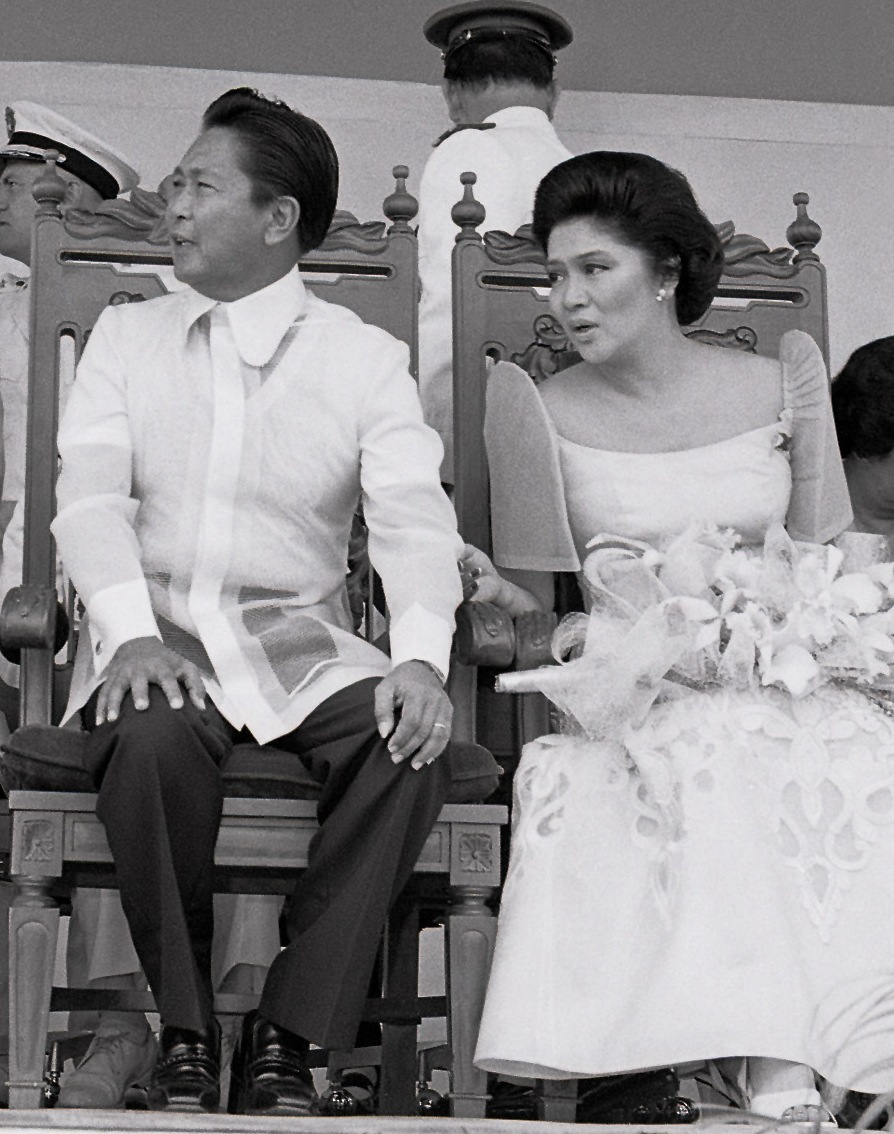
菲律宾前总统费迪南德·马科斯与其夫人伊梅尔达·马科斯

  - 1975年6月，在老马科斯的带领下，菲律宾与中国签署《中华人民共和国政府和菲律宾共和国政府建交联合公报》，正式建立外交关系。
- 伊梅尔达·马科斯[143]，菲律宾前第一夫人，费迪南德·马科斯的妻子。
  - 1974年9月，伊梅尔达与儿子费迪南德·罗慕尔德兹·马科斯（小马科斯）一同前往中国，与毛泽东见面，为中菲建交铺垫[144]。
  - 此后，伊梅尔达多次与儿子小马科斯和女儿艾美·马科斯访问中国，或是会见中国官员，小马科斯与艾美也身兼青年代表团成员、省长、参议员等多个重要身份。
- 菲德尔·瓦尔德斯·拉莫斯[145]，菲律宾第12任总统。
  - 在任上，拉莫斯稳健地处理了与中国的南海争端，1996年，时任国家主席江泽民到访菲律宾时，拉莫斯和江泽民一起演唱猫王的名曲《温柔地爱我》[146]。
  - 1999年，与澳大利亚前总理霍克、日本前首相细川护熙一同倡议成立类似达沃斯论坛的"亚洲论坛"，成为博鳌亚洲论坛的发起人之一。
  - 2016年，拉莫斯作为特使访问香港，与时任中国全国人大外事委员会主任委员、前驻菲大使傅莹和中国南海研究院院长吴士存会面，为当时中菲两国因南海仲裁案导致的外交僵局“破冰”。
- 格洛丽亚·马卡帕加尔-阿罗约[147]，菲律宾第14任总统，第25任众议院众议长。
  - 担任总统近10年间，访华15次。
  - 在杜特尔特任菲律宾总统期间，身为众议长为中菲友好事务做出颇多贡献。
- 文森特·卡斯特罗·索托[148]，菲律宾第23任参议院参议长，歌曲作家。
  - 在杜特尔特任菲律宾总统期间，身为参议长为中菲友好事务做出颇多贡献。
- 何塞·罗马纳，菲律宾驻中华人民共和国大使，2022年任上逝世[149]。

### 塔吉克斯坦人
- 埃莫马利·拉赫蒙（旧名“埃莫马利·拉赫莫诺夫”），塔吉克斯坦总统[150]

### 土库曼斯坦人
- 翁吉克·穆萨耶夫，土库曼斯坦民主党第一书记[151]

### 乌兹别克斯坦人
- 伊斯兰·卡里莫夫，乌兹别克斯坦总统[152]

### 越南人
- 阮富仲[153]，越南第7任国家主席，第12任越共中央总书记，第9任越南中央军委书记，2022年10月获得中华人民共和国友谊勋章。
- 黄文欢[154]，越南国会前副主席，1977年出走中国，1991年病逝于北京，葬于八宝山革命公墓。
- 黎鸿英，前任越南公安部部长[155]，原越共中央書記處常務書記。

### 孟加拉国人
- 齐亚·拉赫曼，曾任孟加拉国总统[156]。
  - 其遺孀卡莉达·齐亚，曾任孟加拉国总理[156]。
- 穆罕默德·尤努斯，孟加拉国银行家、经济学家、诺贝尔和平奖得主，孟加拉国临时政府第5任首席顾问。[157]

### 马来西亚人

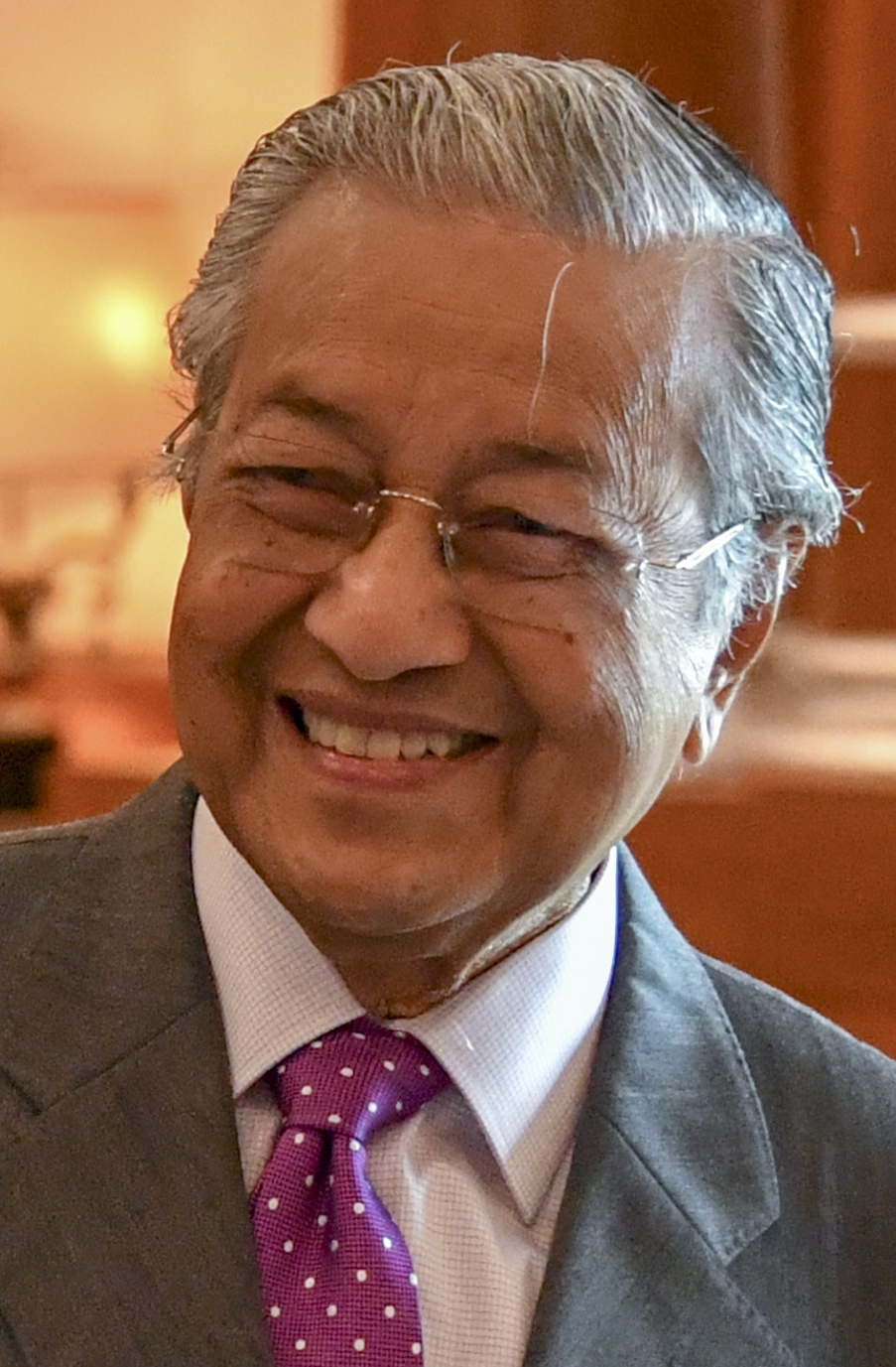
马来西亚第四任及第七任首相马哈迪·莫哈末

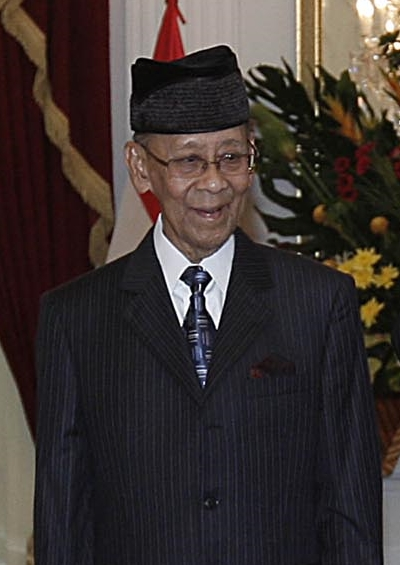
马来西亚最高元首苏丹端姑阿都哈林

- 马哈迪·莫哈末，马来西亚第四任及第七任首相[158]
- 曾永森，马来西亚国会上议院议长[159]
- 苏丹端古·阿卜杜勒·哈利姆，马来西亚最高元首。在其担任马来西亚第五任最高元首期间，中马正式建立外交关系[160]

### 印度尼西亚人
- 苏加诺，印度尼西亚建国领袖与首任总统[161]。
  - 1950年，在苏加诺带领下，印尼成为与中华人民共和国最早建立外交关系的国家之一，此后，苏加诺与中国领导层进行了多次互访。
  - 1955年，苏加诺召开了第一次全员由非殖民国家构成的亚非万隆会议，并邀请中国参会。
- 阿里·阿拉塔斯，曾任印度尼西亚外交部长[162]。
- 阿卜杜拉赫曼·瓦希德，曾任印度尼西亚总统[163]。
- 梅加瓦蒂·苏加诺普特丽，印度尼西亚第5任总统，前总统苏加诺之女[164]。

### 伊朗人
- 迈赫迪·卡鲁比，伊朗前议长[165]

### 泰国人
泰國王室
- 甘拉亚妮·瓦塔娜王姐殿下[166]。

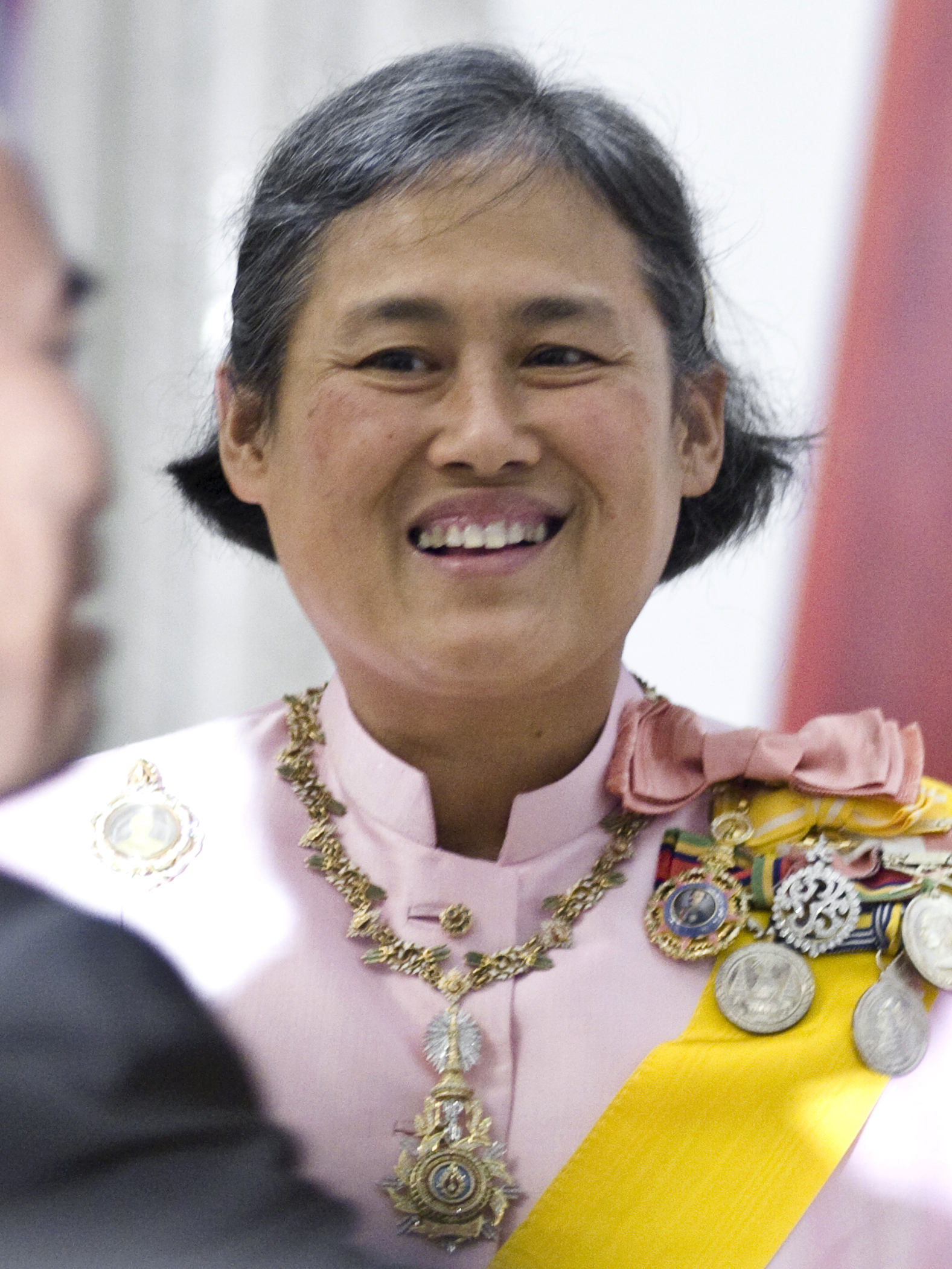
诗琳通公主

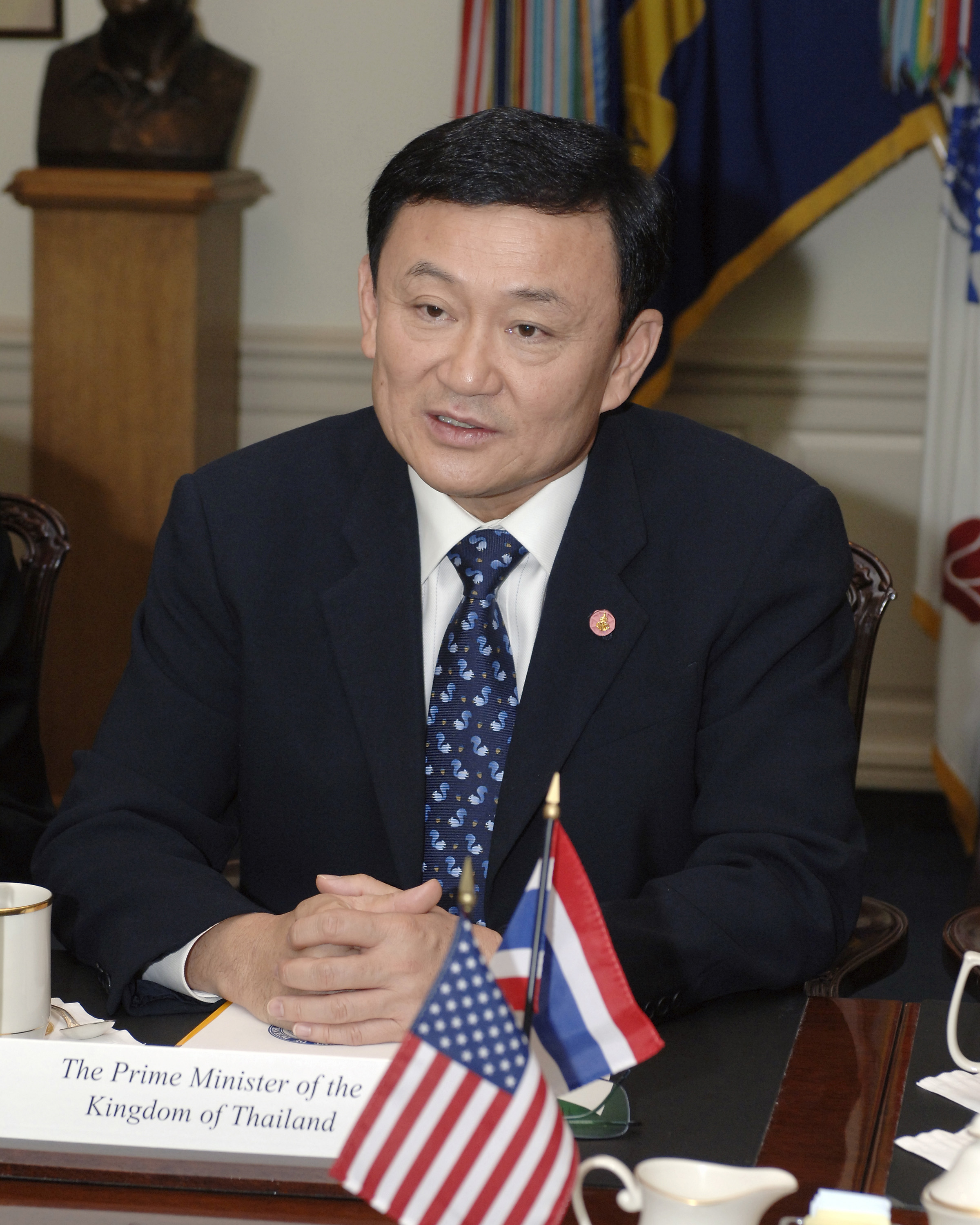
泰国前总理他信·西那瓦

- 玛哈·却克里·诗琳通公主殿下[167]，曾留学北京，研习中国语言和文化，经常访华。
- 格森·沙摩颂·格森西亲王，曾任泰国第1任驻中華人民共和國大使（1975年－1979年）[168]、泰国副总理。[169]

泰国总理
- 炳·廷素拉暖上将[170]，第16任泰国总理，曾任泰国枢密院院长、泰国摄政。
- 川·立派[171]（华裔，汉名：吕基文），第29、32任泰国总理。
- 他信·西那瓦[172]（华裔，汉名：丘达新），第23任泰国总理。

其他泰国政要
- 米猜·立初潘，曾任泰国上议院议长[173]。

### 老挝人
- 诺哈·冯沙万，曾任老挝国家主席[174]
- 沙曼·维雅吉（英语：Samane Vignaket），曾任老挝国会主席[175]

### 新加坡人

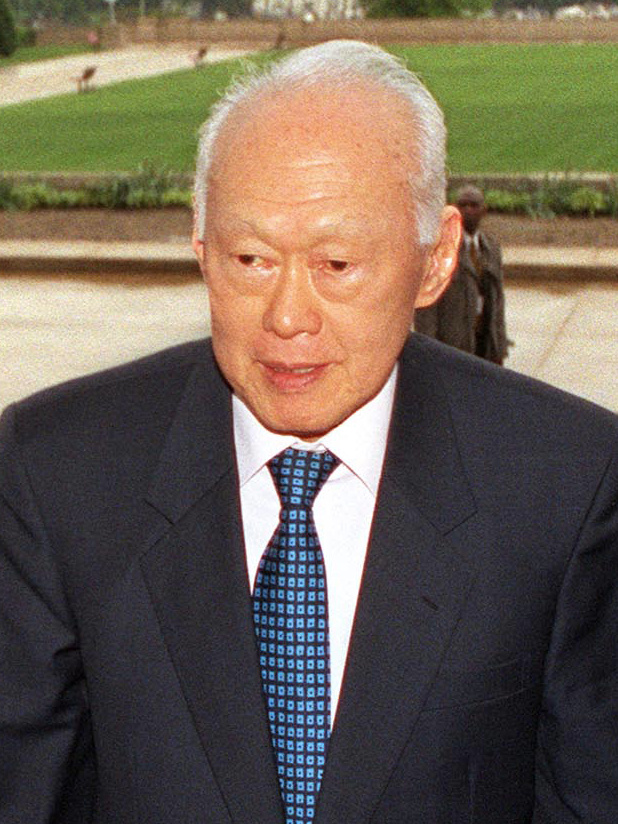
新加坡第1任总理李光耀

- 塞拉潘·纳丹，第6任新加坡总统[176]。
- 李光耀，第1任新加坡总理，国务资政[177]。
- 吴作栋，第2任新加坡总理，国务资政[178]。
- 李显龙，第3任新加坡总理[179]。

### 巴勒斯坦人

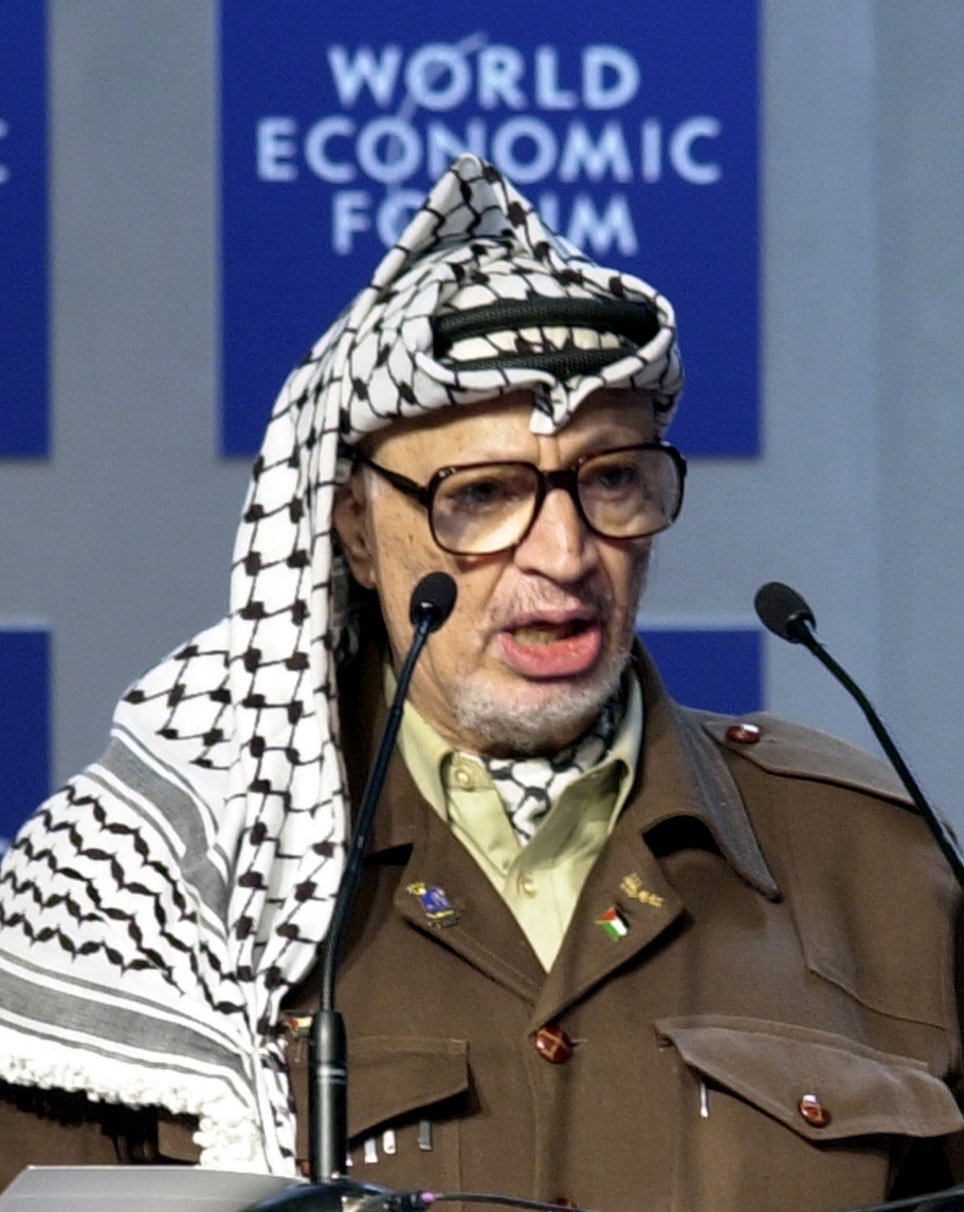
阿拉法特

- 阿拉法特[180]，从1964年起对中国进行过14次访问。
- 马哈茂德·阿巴斯，巴勒斯坦总统[181]。

### 以色列人

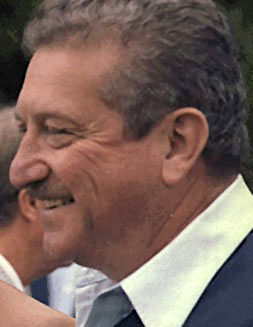
以色列前总统魏茨曼

- 埃泽尔·魏茨曼[182]，第7任以色列总统。
- 西蒙·佩雷斯[183]，第9任以色列总统，曾三次出任以色列总理。

### 缅甸人
- 吴努，曾任缅甸总理、缅甸联邦反法西斯人民自由同盟主席[184]
- 吴奈温，历任缅甸国防军总参谋长、缅甸最高领导人。[185][186]具有华人血统，但曾热衷迫害华人。
- 吴山友，曾任缅甸联邦社会主义共和国国务委员会主席（即国家元首）[187]
- 吴登盛，第8任緬甸總統[188]

缅甸军政府政要
- 丹瑞大将，曾任缅甸军政府最高领导人[189]
- 钦纽上将，曾任缅甸军政府国家和平与发展委员会秘书长、缅甸总理[190]，
- 埃博尔准将，历任缅甸军政府商务部长、财政部长、计划发展部长、饭店与旅游部长和主席府部长[191]

### 沙特阿拉伯人
- 阿卜杜拉·本·阿卜杜勒-阿齐兹·阿勒沙特[192]，前沙特阿拉伯国王。

### 科威特人
- 贾比尔·艾哈迈德·萨巴赫，前科威特埃米尔（国家元首）[193]

### 哈萨克斯坦人
- 阿纳多利·库里纳扎尔诺夫，曾任哈萨克斯坦亚冬会组委会执行主席[194]
- 努尔苏丹·纳扎尔巴耶夫，哈萨克斯坦前总统[195]
- 卡里姆·马西莫夫，哈萨克斯坦总理，中国武汉大学校友。
- 卡西姆若马尔特·托卡耶夫，哈萨克斯坦现任总统，中国北京语言学院校友[196]。

### 尼泊尔人
- 比兰德拉国王[197]
- 马达夫·库马尔·内帕尔，尼泊尔共产党（联合马列）领导人[198]
- 卡德加·普拉萨德·夏尔马·奥利，尼泊尔共产党（联合马列）领导人[199]。

### 蒙古国人
- 苏赫巴托尔·巴特包勒德，曾任蒙古人民党主席、蒙古国总理[200]

### 东帝汶人
- 若泽·拉莫斯·奥尔塔，曾任东帝汶总理、总统[201]

### 阿富汗人
- 哈米德·卡尔扎伊，前任阿富汗总统[202]

### 巴基斯坦人

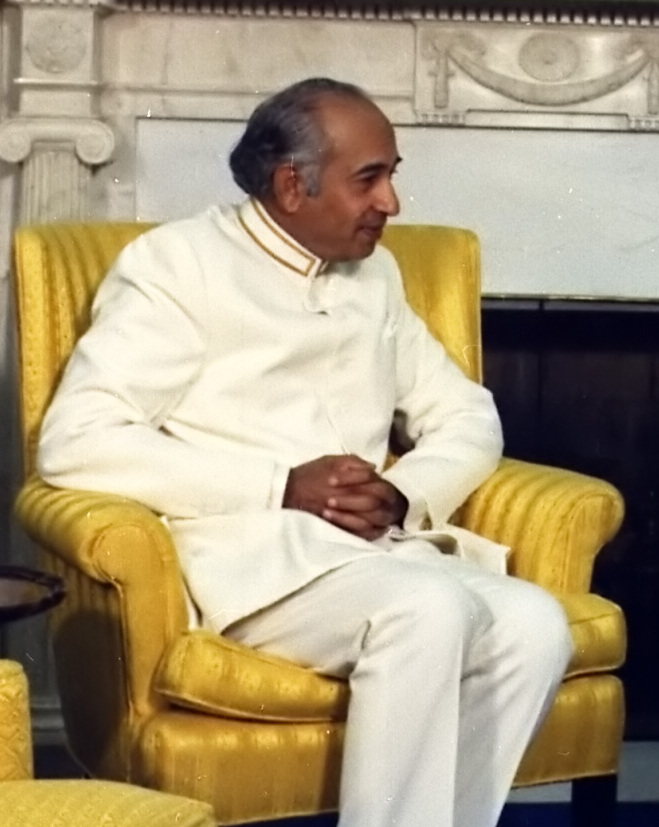
巴基斯坦前总理、总统阿里·布托

- 纳瓦兹·谢里夫，曾任巴基斯坦总理，目前是巴基斯坦最大反对党穆斯林联盟谢派领袖[203]。
- 阿里·布托，曾任巴基斯坦总理、总统[204]。
  - 贝·布托，阿里·布托之女，巴基斯坦前总理[205]。
- 瓦希姆·萨贾德（英语：Wasim Sajjad），巴基斯坦前总统[206]。
- 穆沙拉夫，巴基斯坦前总统[207]。
- 穆罕默德·米安·苏姆罗，曾任巴基斯坦看守政府总理、参议院主席[208]。
- 阿西夫·阿里·扎尔达里，巴基斯坦前总统[209]。
- 阿拉姆达尔·侯赛因·吉拉尼，巴基斯坦前国会议员[210]。
  - 优素福·拉扎·吉拉尼，阿拉姆达尔·侯赛因·吉拉尼之子，巴基斯坦前总理[210]。

### 印度人
- 科切里尔·拉曼·纳拉亚南，曾任印度总统[211]
- 索尼娅·甘地，曾任印度国大党主席[212]
- 曼莫汉·辛格，曾任印度总理[213]
- 普拉纳布·慕克吉，曾任印度总统[214]

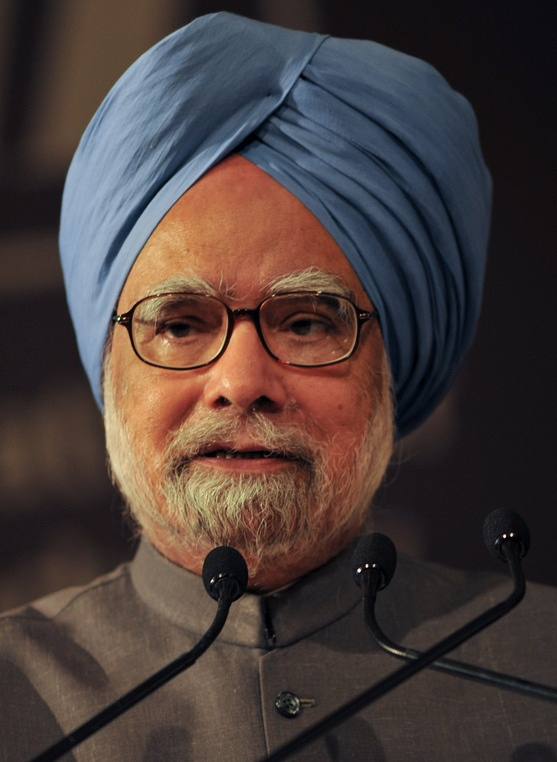
印度前总理辛格

- 柯棣华，印度援华医疗队医生，在中国河北因为积劳成疾去世。外交部发言人华春莹在2015年7月6日例行记者会上称其为“中国人民的伟大朋友”[215]。
- 马诺拉玛·桑塔拉姆·柯棣尼斯，柯棣华的三妹。外交部发言人华春莹在2015年7月6日例行记者会上称其为“中国人民的伟大朋友”[215]。

### 土耳其人
- 杰米尔·奇切克（英语：Cemil Cicek），前土耳其议长[216]
- 阿卜杜拉·居尔，前土耳其总统[217]

### 斯里兰卡人
- 拉尼尔·维克勒马辛哈，斯里兰卡前总理，统一国民党领袖[218]
- 贾亚瓦德纳，斯里兰卡前总统[219]
- 西丽玛沃·班达拉奈克，斯里兰卡前总理[219]

### 阿曼人
- 卡布斯·本·赛义德·阿勒赛义德，阿曼前苏丹[220]。

## 大洋洲

### 澳大利亚人

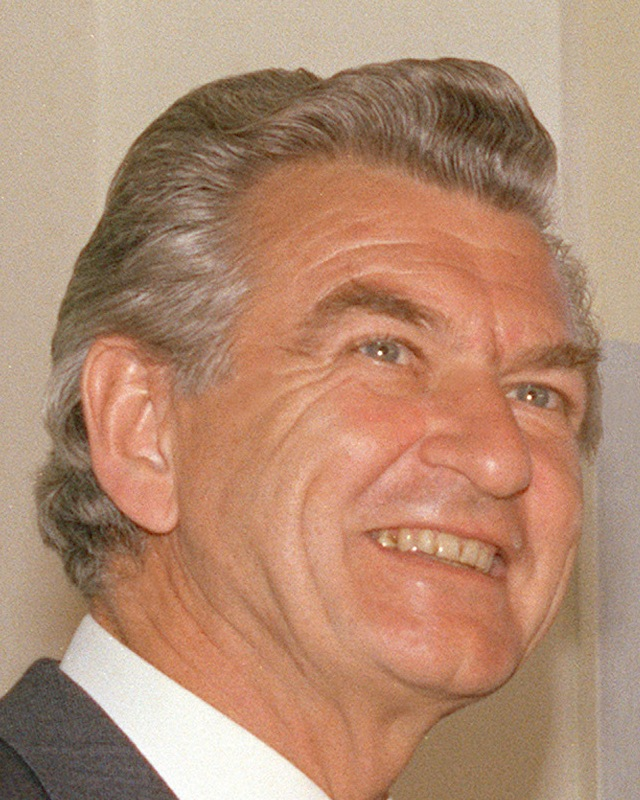
时任澳大利亚总理鲍勃·霍克（1983年）

- 高夫·惠特拉姆，1967年至1972年、1975年至1977年任澳大利亚工党领袖[221]，1972年至1975年任澳大利亚总理。
- 比尔·海登，1977年至1983年任澳大利亚工党领袖，任1989年至1996年任澳大利亚总督[222]。
- 鲍勃·霍克，1983年至1991年任澳大利亚总理[145]，APEC和澳洲六四血卡的推动者。

### 新西兰人
- 路易·艾黎[223]，中国共产党革命协助者，工合运动活动家。
  - 1977年12月，邓小平在艾黎80岁生日宴会上的贺辞中尊称他为“中国人民的老战士、老朋友、老战友”。

### 瓦努阿图人
- 巴拉克·索佩[224]，曾任瓦努阿图总理。

- 乔·纳图曼[225]，现任瓦努阿图总理。

### 密克罗尼西亚人
- 雷德利·基利昂，曾任密克罗尼西亚联邦副总统[226]。
- 阿利克·阿利克，密克罗尼西亚联邦副总统[227]。

### 馬紹爾群島人
- 阿馬塔·卡布阿，馬紹爾群島開國總統，曾4次訪華。[228]

## 欧洲

### 英国人

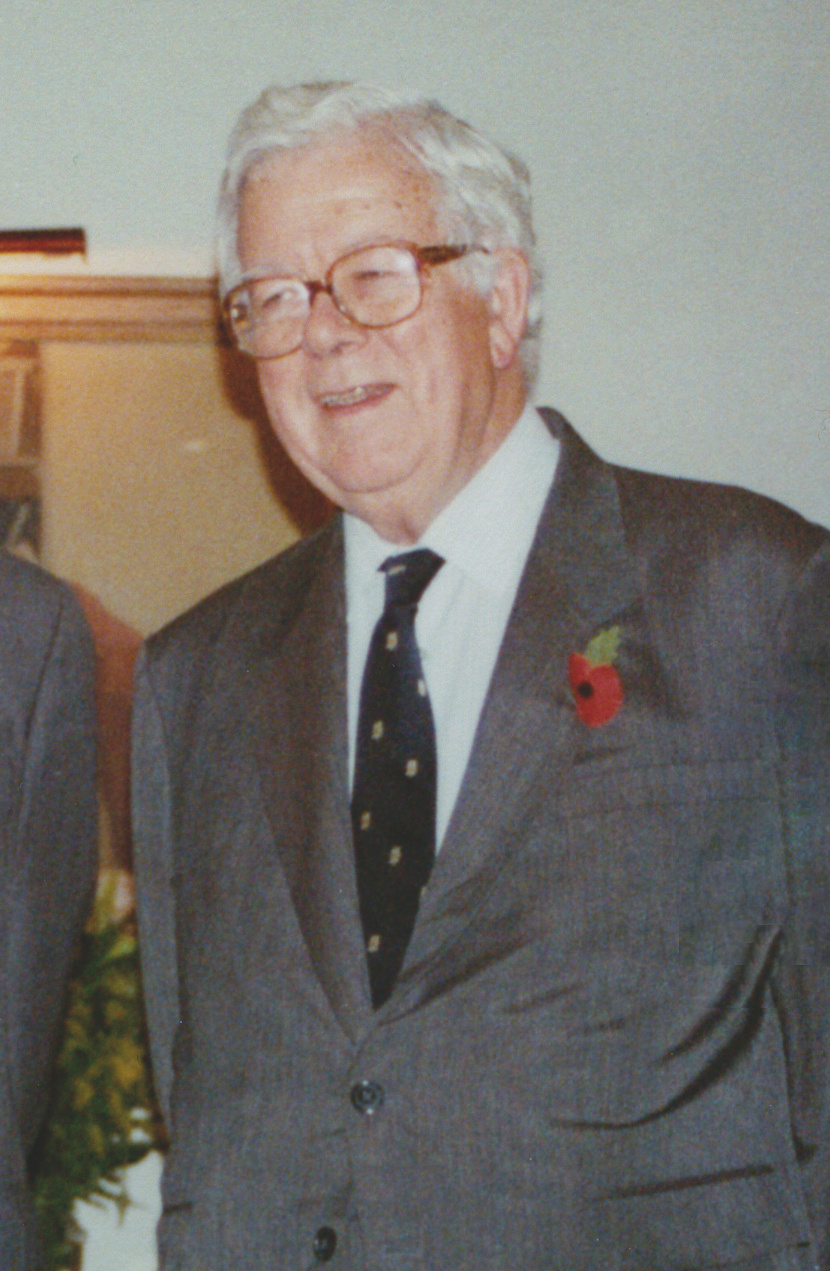
前英国副首相、外交大臣杰弗里·豪

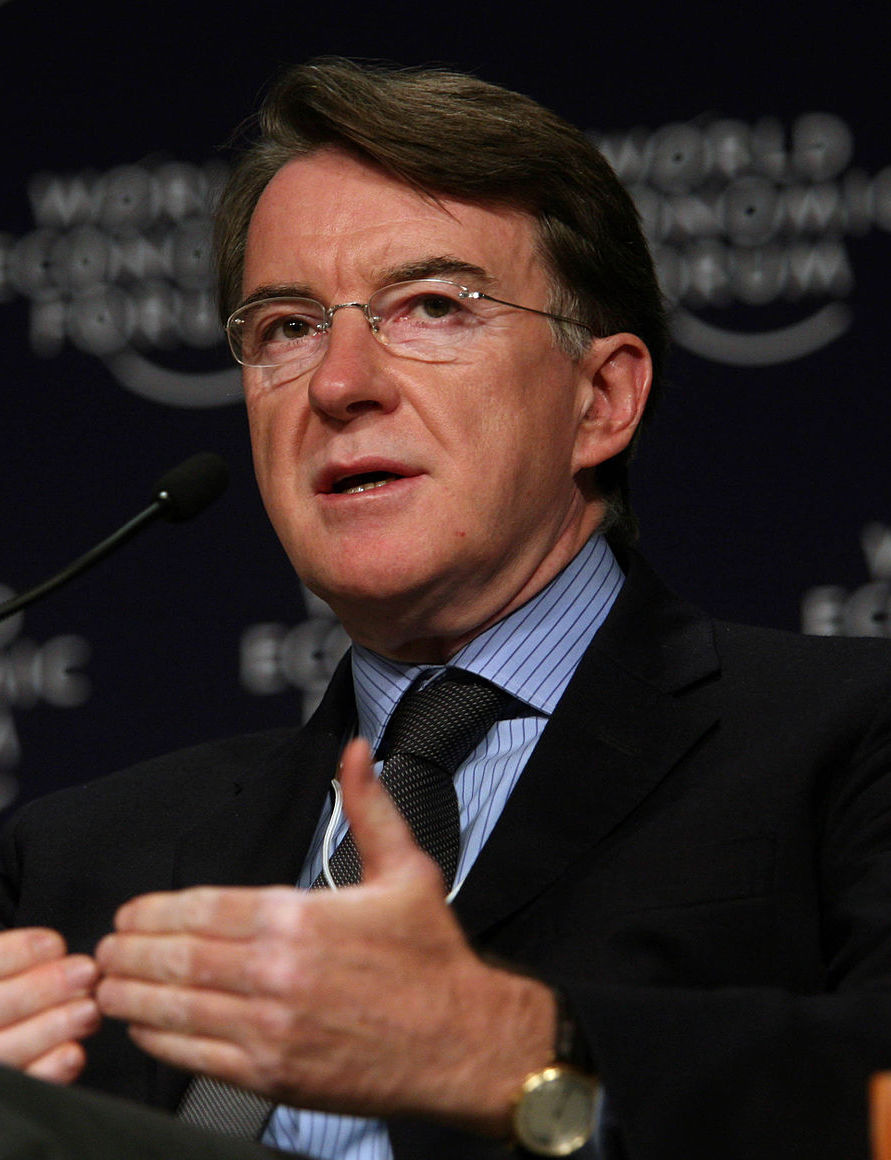
前英国商业大臣彼得·曼德尔森

英国政要
- 爱德华·希思爵士[229]，英国前首相。
- 罗兹勋爵（英语：Hervey Rhodes, Baron Rhodes）[230]，英国工党议员，四次率英国议会代表团访华
- 杰弗里·豪[231]（又译作“贺维”），曾任英国副首相、外交大臣。
- 约翰·普雷斯科特[231]（彭仕国），曾任英国副首相。
- 彼得·曼德尔森[231]，曾任英国商业大臣、欧盟贸易专员。

- 林迈可男爵[232]，燕京大学教师，英国议会上院议员。

英国汉学家
- 李约瑟博士[233]，生物化学专业出身的英国汉学家和科技史学家。
  - 爱上中国留学生鲁桂珍，并得到其英国妻子谅解。
  - 1937年起学习中文并研究中国科学技术史。1948年起著《中国的科学与文明》。
  - 曾任“调查在朝鲜和中国的细菌战事实国际科学委员会”负责人。该委员会作出了指责美军在朝鲜战争中进行细菌战的报告。
  - 剑桥大学李约瑟研究所创始人。
  - 曾任英中了解协会会长。

其他英国知名人士
- 戴维·布鲁尔（英语：David William Brewer）[234]（白乐威），英国英中贸易协会主席。
- 乐诗克·伯瑞谢维兹[231]（又译作“莱谢克·博里塞维奇”；中文名：乐思哲），剑桥大学校长。
- 莱昂内尔·巴伯[231]，《金融时报》主编。
- 何鴻章[235]，英籍香港富商、慈善家。

### 法国人

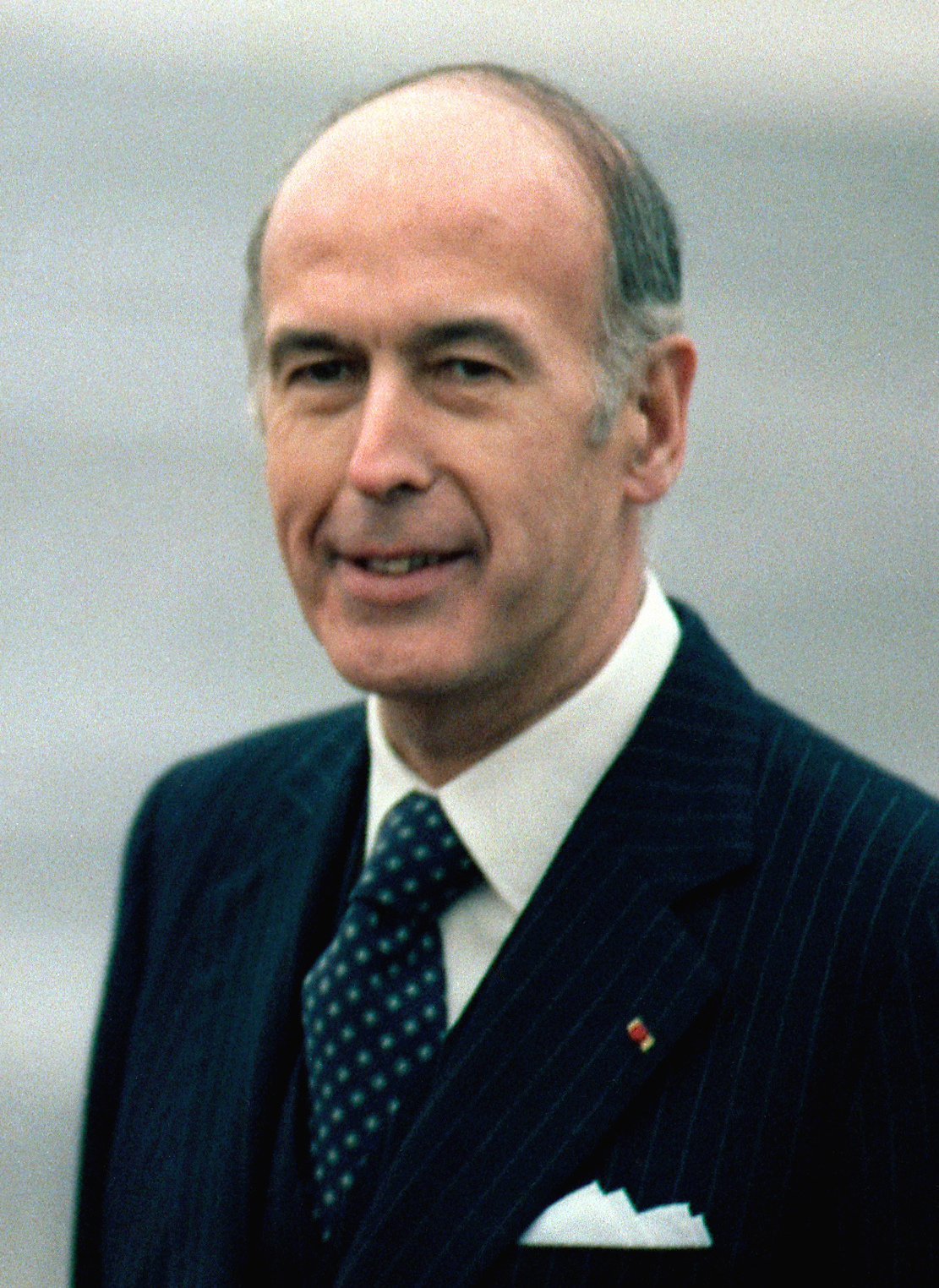
法国前总统德斯坦

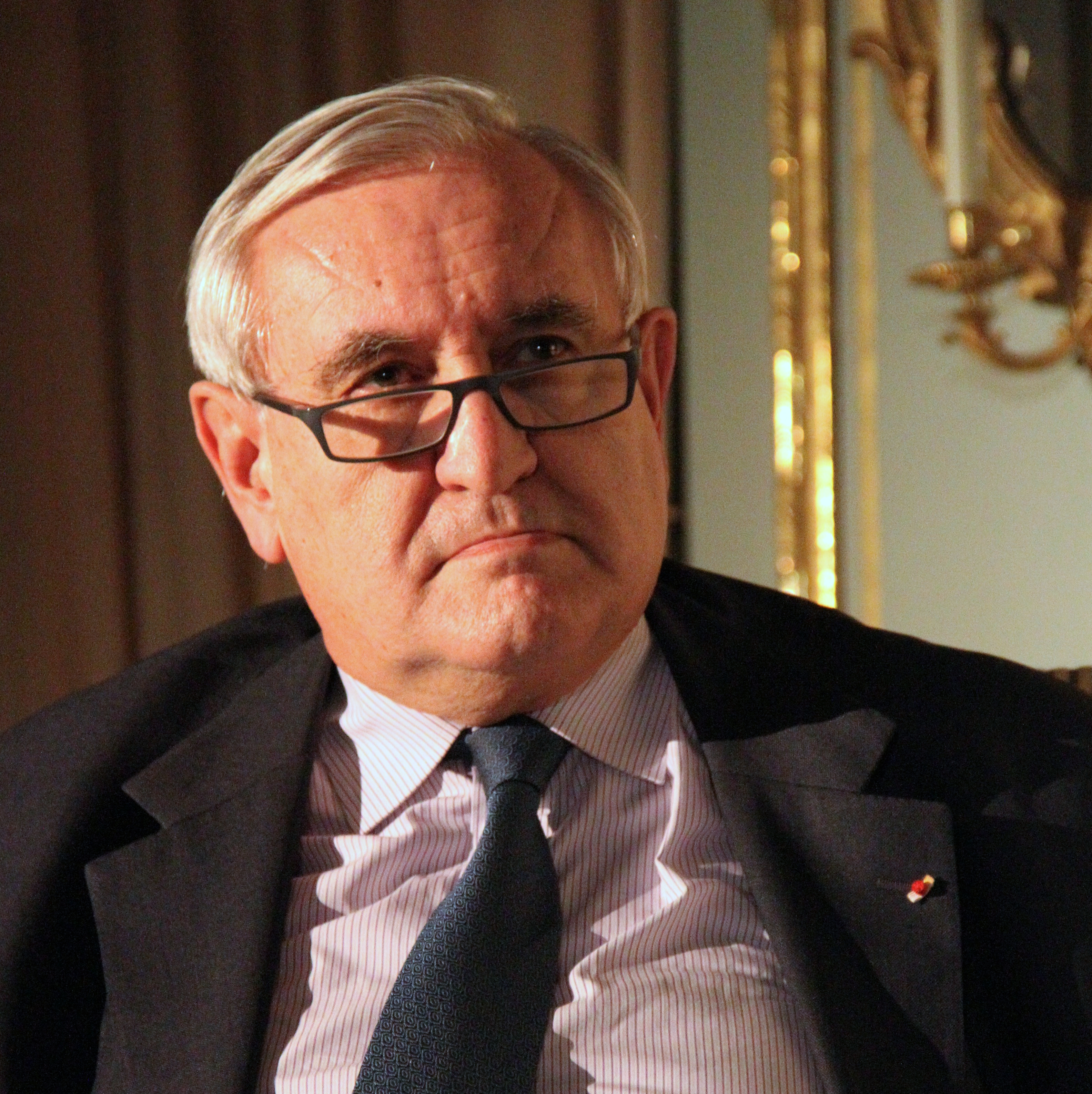
法国前总理拉法兰

法国总统
- 夏爾·戴高樂，第18任法国總統[236]。
- 瓦勒里·季斯卡·德斯坦[237]，第20任法国总统，前欧洲制宪委员会主席。
- 雅克·希拉克，第22任法国总统，第155、159任法国总理[238]。

法国总理
- 让-皮埃尔·拉法兰，法国前总理[239]。
- 贝尔纳·阿夸耶（英语：Bernard Accoyer）（曾译作“阿克耶”），法国国民议会议长[240]。
- 皮埃尔·莫鲁瓦[34]，法国前总理

法国地方政要
- 海德尔，阿尔萨斯大区议会副主席[241]。

法国汉学家
- 雷吉·贝热隆（法语：Régis Bergeron），法国汉学家、电影专家，巴黎凤凰书店创始人[242]

### 德国人

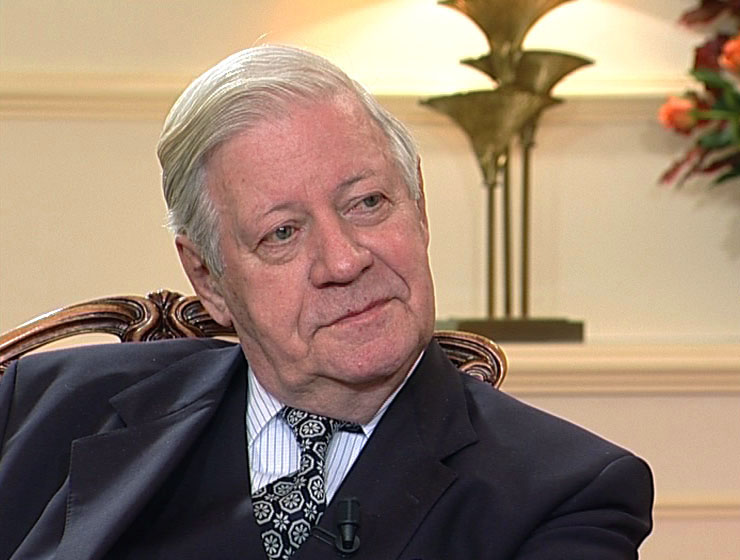
德国前总理施密特

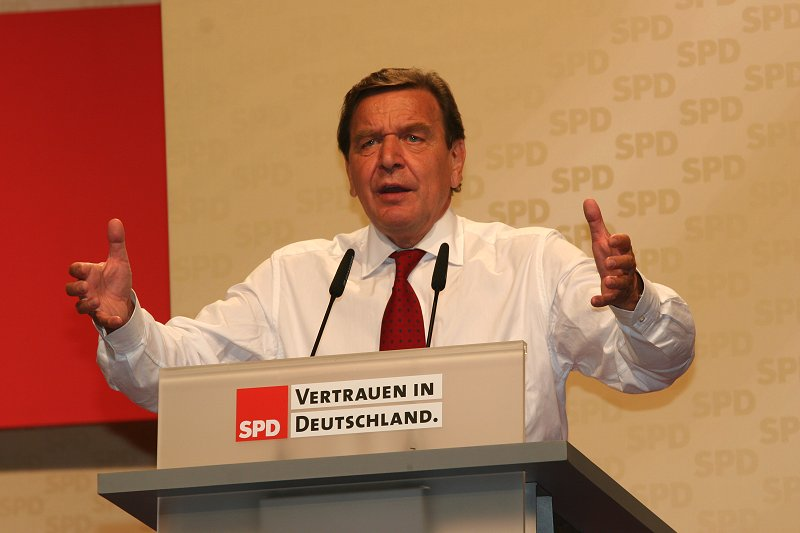
德国前总理施罗德

德国总统
- 霍斯特·克勒[243]，第9任德国总统。

德国总理
- 赫尔穆特·施密特[34]，第31任德国（西德）总理。
- 赫尔穆特·科尔[244]，第32任德国总理，多次访华。
- 格哈特·施罗德[245]，第33任德国总理。
- 安格拉·默克爾[246]，第34任德国总理，多次访华。2021年10月13日，习近平在与德国卸任总理安格拉·默克尔的视像通话中称赞她为中国人民的老朋友，是近年再次有外国人士获赠此称号。

其他德国联邦政府官员
- 诺伯特·舍费尔[247]，曾任德国联邦政府副发言人。

德国地方政要
- 库尔特·贝克[248]，莱法州州长。

民主德国人
- 考泰勒医生，1940年曾参加国际医疗队来华支援抗战[249]。
- 保尔·汪戴尔[250]，曾经先后担任民主德国驻华大使，民主德国－中国友好委员会主席，德意志民主共和国各国人民友好协会副主席。

### 俄罗斯人/苏联人
苏联援华飞行员

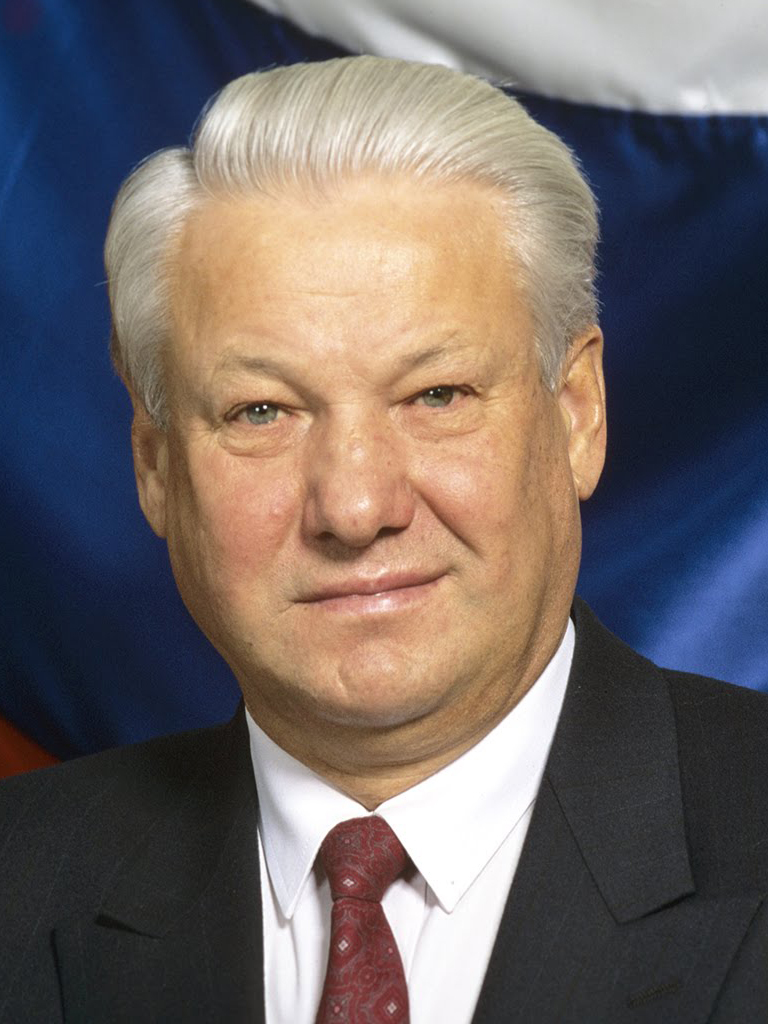
俄罗斯联邦首任总统叶利钦

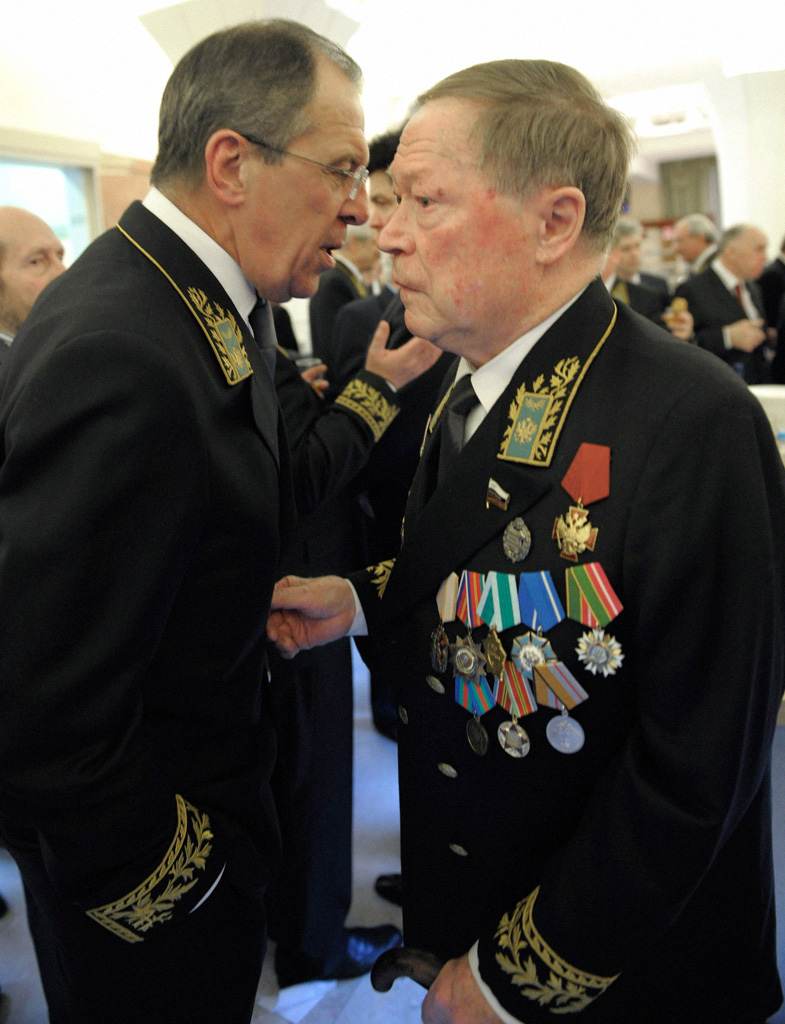
前俄罗斯驻华大使罗高寿

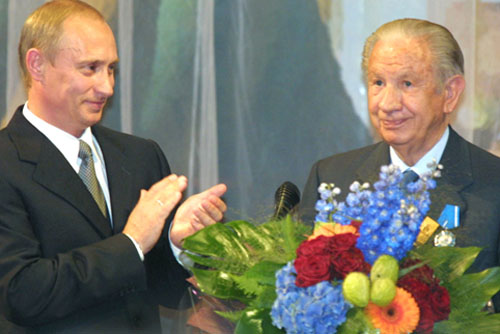
普京与萨马兰奇在国际奥林匹克委员会第112次全体会议上

- 格里戈里·库里申科，苏联空军飞行大队长，1939年援华作战，同年牺牲，被誉为“中国人民的生死朋友”[251]。

苏联援华专家
- 伊万·阿尔希波夫，苏联援华首席专家，原苏联部长会议第一副主席[252]。
- 康斯坦丁·谢尔盖耶维奇·西林，苏联援华专家，武汉长江大桥苏联专家组组长[253]。

俄罗斯联邦政府领导人
- 鲍里斯·叶利钦，首任俄罗斯联邦总统，和江泽民共同倡导并建立了中俄战略协作伙伴关系[254]，被誉为“中国人民的挚友”[255]。
- 叶夫根尼·马克西莫维奇·普里马科夫，1998年至1999年任俄罗斯总理[256]。
- 弗拉基米尔·普京，俄罗斯现任总统[257]。
- 德米特里·梅德韦杰夫，俄罗斯前总统、前任总理[258]。

俄罗斯前驻华外交官
- 罗高寿[259]，俄罗斯外交家、汉学家，曾任中国国务院外国专家局翻译、苏联驻华大使馆参赞、苏中边境问题谈判苏联代表团团长、苏联外交部副部长、俄罗斯驻华大使[260]。
- 加琳娜·库利科娃，前俄罗斯驻华大使馆文化参赞、俄中友好协会第一副主席[261]。

俄罗斯汉学家
- 李福清，俄罗斯汉学家[262]。
- 弗谢沃洛德·弗拉基米罗维奇·奥夫钦尼科夫（欧福钦），俄罗斯汉学家，俄中友谊合作发展委员会成员[263]。

### 奥地利人
- 海因茨·菲舍尔[264]，奥地利前总统。
- 托马斯·克莱斯蒂尔[265]，奥地利前总统
- 魏璐诗[13]，奥地利犹太人，拥有中华人民共和国国籍，被誉为“中国人民的真诚朋友”

### 荷兰人
- 尤里斯·伊文思，荷兰电影导演[266]。
  - 中国抗日战争期间来华拍摄纪录片《四万万人民》。

### 西班牙人
- 胡安·卡洛斯一世，西班牙前任国王[267]
- 胡安·安东尼奥·萨马兰奇（1920年7月17日－2010年4月21日），西班牙人，国际奥委会终身名誉主席；
  - 支持中华人民共和国在国际奥委会获得地位和北京申办2008年奥运会；
  - 国家主席胡锦涛的唁电中称其为：“中国人民的老朋友、好朋友”[268]
- 拉托，西班牙第二副首相兼经济大臣[269]

### 罗马尼亚人
- 尼古拉·齐奥塞斯库，6次访华[270]
- 尼古拉·沃克罗尤，曾任罗马尼亚参议长[271]
- 扬·伊利埃斯库，曾任罗马尼亚总统[272]
- 尼古拉·沃克罗尤，罗马尼亚审计法院院长[273]

### 卢森堡人
- 让-克洛德·容克，前卢森堡首相、前欧盟委员会主席[274]

### 塞浦路斯人
- 季米特里斯·赫里斯托菲亚斯，曾任塞浦路斯共和国议会议长[275]、总统。

### 爱沙尼亚人
- 托马斯·萨维，爱沙尼亚议长[276]

### 波兰人

爱泼斯坦在延安

- 克瓦希涅夫斯基，波兰总统[277]
- 伊斯雷尔·爱泼斯坦[13]，波兰裔犹太人，拥有中华人民共和国国籍，也是为数不多的几名加入了中国共产党的外国裔人士

### 葡萄牙人
- 若泽·曼努埃尔·巴罗佐，前任欧盟委员会主席，曾任葡萄牙总理[278]

### 乌克兰人
- 列昂尼德·库奇马，乌克兰前总统[279]

### 匈牙利人
- 迈杰希·彼得，曾任匈牙利总理[280]

### 意大利人
- 罗马诺·普罗迪，意大利前总理，前任欧盟委员会主席[281]
- 乔治·纳波利塔诺，意大利前总统[282]

### 希腊人
- 卡罗洛斯·帕普利亚斯，希腊前总统[283]

### 塞尔维亚人

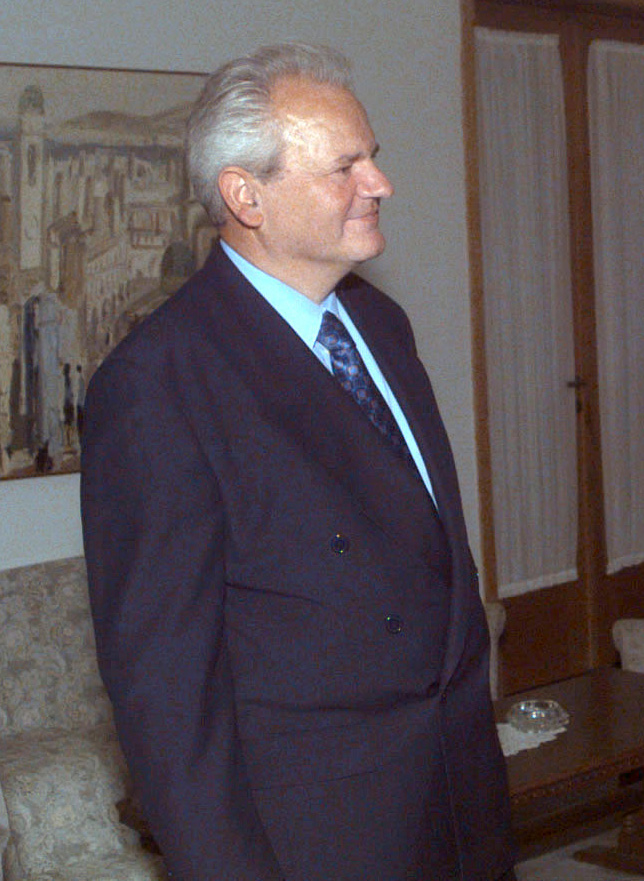
前塞尔维亚总统、南斯拉夫总统斯洛博丹·米洛舍维奇

- 斯洛博丹·米洛舍维奇，前塞尔维亚总统、南斯拉夫总统[284]

### 马耳他人
- 琴苏·加莱亚（英语：Ċensu Galea），马耳他议长[285]
- 托尼奥·博尔格（英语：Tonio Borg），由党的副领袖、政府副总理兼外长[286]

### 保加利亚人
- 格奥尔基·珀尔瓦诺夫，曾任保加利亚总统[287]

### 白俄罗斯人
- 亚历山大·格里戈里耶维奇·卢卡申科，白俄罗斯总统[288]

### 比利时人
- 雅克·罗格，国际奥委会主席[289]

## 未确认是否获称老友的重要國際友人
- 荷兰人：高罗佩，荷兰外交官、汉学家、作家，1943年至1946年在重庆任荷兰驻中国大使馆一等秘书，翻译中国传统公案小说《武则天四大奇案》，创作《大唐狄公案》系列侦探小说。
- 美国人：
  - 诺贝尔文学奖得主赛珍珠（成长于江苏）
  - 前驻华大使司徒雷登（出生于杭州）
  - 美军驻延安观察组组长包瑞德上校
  - 美国总统驻华调停特使马歇尔五星上将
  - 兹比格涅夫·布热津斯基（前美国总统国家安全事务助理）[290]
  - 亨利·保尔森（前高盛董事长、前美國财政部长）
- 泰国人：前首相英拉·西那瓦（华裔）
- 以色列人：前总理奥尔默特[291]
- 巴基斯坦人：
  - 前总统穆罕默德·齐亚·哈克上将
  - 前总统法鲁克·莱加里
  - 前总理肖卡特·阿齐兹
  - 前驻华大使阿克拉姆·扎基
- 阿尔巴尼亚人：前领导人恩维尔·霍查
- 德国人：前东德领导人埃里希·昂纳克
- 法国人：前驻华大使苏和
- 瑞士人：著名天主教神学家、伦理学家、汉学家孔汉思神父

## 研究和纪念活动
1984年，中国曾专门成立“中国三S研究会”（后改名为“中国国际友人研究会”），邓颖超任名誉会长，黄华任会长。1985年，中国人民邮政曾发行“中国人民之友”系列纪念邮票，包含“3S”。

## 延伸阅读
- 方可成（《南方周末》记者）. . 北京: 人民日报出版社. 2014年. ISBN 9787511521620.